# История сборной России по футболу
Современная история национальной сборной России по футболу (правопреемница сборных Российской империи, РСФСР, СССР и СНГ) начинается с 1992 года. Команда собирается под руководством Российского футбольного союза.

## История сборной

### Предыстория
Впервые в России сборная по футболу появилась в 1912 году под именем сборной Российской империи. Свой последний матч она провела в 1914 году. В 1923 году появилась сборная РСФСР, в 1924 году — сборная СССР. В официальных турнирах под эгидой ФИФА команда начала участвовать только после Второй мировой войны. В декабре 1991 года СССР прекратил своё существование. Однако, поскольку сборная СССР добилась права выступить на Чемпионате Европы 1992, решением УЕФА ей была предоставлена возможность принять участие в турнире под названием сборной СНГ.
8 февраля 1992 года был образован Российский футбольный союз (РФС), который официально объявил себя и был признан правопреемником Федерации футбола СССР. Его президентом стал Вячеслав Колосков, возглавлявший ФФСССР на момент её упразднения. В июле 1992 года конгресс ФИФА признал сборную России полноправным участником ФИФА. Тогда же футбольная сборная СНГ была официально преобразована в сборную России по футболу. Она заняла место СССР/СНГ в отборочном турнире Чемпионата мира 1994.

### Павел Садырин: «Письмо четырнадцати» и провал в Америке
Первым тренером новой российской футбольной сборной стал Павел Садырин. Под его руководством команда выиграла свой первый матч: 16 августа 1992 года в товарищеской встрече была обыграна сборная Мексики со счётом 2:0. Первый гол в истории сборной России забил Валерий Карпин. В отборе к мировому первенству в США Россия одержала пять побед, два матча сыграла вничью и потерпела одно поражение, заняв второе место в отборочной группе и пропустив вперёд Грецию. Своё первое поражение подопечные Садырина потерпели 28 июля 1993 года в товарищеском матче против сборной Франции со счётом 1:3. В сентябре того же года сборная получила своего главного спонсора — РАО «Газпром».
17 ноября 1993 года в последнем отборочном матче ЧМ-1994 разразилась настоящая драма. Сборная России неожиданно проиграла Греции со счётом 0:1: на 70-й минуте Никос Махлас сделал точный удар головой в правый от себя нижний угол ворот, защищаемых Станиславом Черчесовым. В самом конце того матча не был засчитан гол Игоря Добровольского из-за спорного положения «вне игры» — Павел Садырин тогда в бешенстве даже пнул кресло. После игры президент РФС Вячеслав Колосков в раздевалке заявил команде, что «с такой игрой делать в Америке нечего». Кроме того, он сообщил, что согласно спонсорскому контракту с фирмой Reebok, футболисты обязаны играть только в бутсах этой марки, а все нарушители будут наказаны и не поедут на чемпионат. Между тем, у многих игроков были подписаны свои личные контракты с другими фирмами, и они выступали в бутсах с другой символикой.
В связи с этим в тот же вечер 14 игроков сборной подписали открытое письмо в РФС, в котором заявили об отказе ехать на чемпионат мира. И хотя впоследствии 7 человек отозвали свою подпись и присоединились к сборной, на мировое первенство в США российская сборная поехала не в оптимальном составе.
Попав в довольно трудную группу (соперники — Бразилия, Швеция и Камерун), команда не смогла выйти в плей-офф. И если поражение от будущего чемпиона - Бразилии ещё можно было как-то оправдать, то проигрыш Швеции тогда показался необъяснимым — россияне вели по ходу первого тайма со счётом 1:0 после удара Олега Саленко с пенальти, но затем Томас Бролин нанёс ответный удар, а затем дублем отметился Мартин Далин (как выяснилось позже, это не было простой случайностью: шведы заняли в итоге третье место на Чемпионате). Победа над Камеруном со счётом 6:1 и рекордные пять мячей Олега Саленко в одной встрече не подсластили горечь поражения — сборная заняла третье место в группе с 3 очками и уступила четырём другим командам, прошедшим в 1/8 финала. Несмотря на это, 6 забитых мячей позволили Олегу Саленко стать лучшим бомбардиром турнира наряду с игроком сборной Болгарии Христо Стоичковым.

### Олег Романцев: рекордный показатель квалификации и неудача в Англии
Место главного тренера сборной России по футболу после отставки Павла Садырина летом 1994 года занял Олег Романцев, одновременно продолживший возглавлять московский «Спартак». Под его руководством команда начала подготовку к Евро-1996 в Англии, которая прошла более чем успешно. Российская сборная вновь досрочно обеспечила себе выход в финальную часть, а также установила сразу два рекордных показателя в истории отборочных турниров чемпионатов Европы: забила больше всех голов и показала рекордную суммарную разницу мячей во всех играх квалификации — 34:5 (впоследствии эти рекорды были побиты сборной Испании в отборе к Евро-2000, чья разница мячей составила 42:5). Впрочем, и соперники в группе у сборной России были далеко не самыми сильными: помимо сборной Греции, с которой россияне уже состязались в отборе к ЧМ-1994, с ней выступали сборные Шотландии, Финляндии, Фарерских островов, а также сборная Сан-Марино, над которой Россия одержала крупную победу со счётом 7:0. В общей сложности сборная России одержала восемь побед в отборе к Евро-1996, разделила очки только со сборной Шотландии (ничьи 0:0 и 1:1) и не потерпела ни единого поражения, что позволило не только выйти с первого места в финальную часть европейского первенства, но и показать лучший результат по набранным очкам среди всех команд в отборочном турнире.
В 1996 году Романцев временно ушёл с поста главного тренера "Спартака", сосредоточившись на сборной. В феврале сборная России уверенно выиграла в Мальте товарищеский турнир «Кубок Ротманс», обыграв сборные Мальты, Исландии и Словении. 29 мая 1996 года Олег Романцев назвал имена футболистов, которые отправятся на чемпионат Европы в Англию. Сборная попала в одну группу с Италией,Германией и Чехией. По мнению некоторых, это была "группа смерти". По мнению других, группа не была непроходимой, так как итальянцы серьёзно ухудшили свою игру со времён финала ЧМ-1994, немцы не могли подтвердить статус гранда из-за провального четвертьфинала ЧМ-1994 с Болгарией, а Чехия впервые после развала Чехословакии участвовала в крупном турнире и рассматривалась в числе команд-аутсайдеров чемпионата. При этом на момент начала турнира сборная России занимала 3-е место в рейтинге ФИФА. Впрочем, совокупность обстоятельств привела к полному краху.
В матче с Италией ошибка вратаря Станислава Черчесова привела к поражению 1:2; в матче с Германией был нанесён моральный удар по сборной: Маттиас Заммер и Юрген Клинсман почти в одиночку разгромили Россию 3:0 (Клинсман оформил дубль), Юрий Ковтун был удалён в конце матча, а Сергей Кирьяков разругался с тренером Олегом Романцевым из-за непопадания в основной состав на матч с немцами. По иронии судьбы только в матче с Чехией, которая впоследствии преподнесла самую главную сенсацию на турнире — дошла до финала и едва не выиграла его — состоялась боевая ничья 3:3. Подопечные Романцева продемонстрировали свои лучшие качества: проигрывая по ходу матча 0:2, команда проявила волю, сравняла счёт и вышла вперёд, а Владимир Бесчастных даже забил удивительный гол с 30 метров в ворота Петра Коубы, но за 5 минут до финального свистка команде Чехии удалось уйти от поражения. Одно набранное очко в трёх матчах и ставшие достоянием прессы конфликты с игроками привели к отставке Романцева 11 июля 1996 года. Романцев заявил, что ошибся, взяв в сборную России тех, кто вместо игры решал свои личные проблемы.

### Борис Игнатьев: впервые мимо чемпионата мира
Место Олега Романцева занял Борис Игнатьев, назначенный главным тренером на весь цикл ЧМ-1998 во Франции. До этого Игнатьев в течение 4 лет был помощником главного тренера сборной, ранее тренировал молодёжную сборную, никогда не возглавлял клуб высшей лиги и в целом не считался "грандом" российского тренерского цеха. Перед началом отбора сборная провела товарищеский поединок с Бразилией, который завершился ничьей 2:2: в этом матче обе команды отличились пенальти и красными карточками. В отборочном турнире ЧМ-1998 группа досталась относительно несложная: Болгария, Израиль, Кипр и Люксембург. Первый квалификационный матч сборная России выиграла, разгромив команду Кипра со счётом 4:0, а после гостевой ничьи с Израилем (1:1) и победы над Люксембургом (4:0) Россия уверенно заняла первое место в группе. Между отборочными турами команда отправилась в Гонконг, где проходил международный футбольный турнир Carlsberg Cup — эта поездка была для команды возможностью поэкспериментировать с составом и встретиться со сборными Югославии и Швейцарии. Этот турнир сборная России выиграла — в частности, в серии послематчевых пенальти с командой Югославии российские игроки забили все шесть пенальти (примечательно, что на протяжении 1997 года сборная России провела три товарищеских матча со сборной Югославии).
Однако потом сборная сенсационно сыграла в Паралимни вничью с Кипром 1:1, чем поставила под сомнение вопрос о попадании в финальную часть ЧМ-1998 с первого места в группе. Групповой турнир завершался двумя матчами между Россией и Болгарией, к которым болгары подошли опережая Россию на одно очко. Матч в Софии запомнился как один из самых скандальных в истории сборной России: чешский арбитр Вацлав Крондл не назначил сразу три пенальти в ворота хозяев поля за фолы на Симутенкове, Колыванове и Яновском. В итоге Болгария победила со счётом 1:0 и обеспечила себе первое место в группе. Россия же, несмотря на победу в Москве со счётом 4:2, не смогла выйти на ЧМ напрямую со второго места и была вынуждена играть стыковые матчи.
Соперником России в стыковых матчах стала Италия. Как свидетельствует «Коммерсантъ», в Италии выпавший жребий вызвал состояния, близкие к панике — газеты выходили с заголовками типа «Чемпионат мира превращается в кошмар: нам играть с русскими». В России шансы сборных оценивались противоречиво. Ничья в Москве 1:1 оставляла какие-то шансы и надежды, при том что был травмирован основной вратарь итальянцев Анджело Перуцци, которого в том матче сменила восходящая звезда Серии A Джанлуиджи Буффон. Однако в Неаполе итальянцы не позволили России использовать свои моменты и выиграли 1:0, впервые за 20 лет оставив Россию без чемпионата мира.
Президент РФС Вячеслав Колосков заметил, что все проблемы российской футбольной сборной происходят из-за отсутствия спонсора — в 1994 году спонсором команды стала компания Caldirola, но она отказалась от сотрудничества после неудачного выступления сборной на ЧМ-1994; после Евро-1996 так же поступил «Газпром». Несмотря на непопадание в финальный турнир ЧМ-1998, РФС предложил Борису Игнатьеву остаться главным тренером до августа 1998 года, а затем продлил контракт до 31 декабря 1999 года. Однако 19 июня 1998 года Игнатьев заявил о решении оставить пост. 23 июля его отставка была принята.

### Анатолий Бышовец: шесть проигранных матчей подряд из шести
Исполком РФС единогласно избрал новым главным тренером российской сборной Анатолия Бышовца, ранее уже возглавлявшего сборные СССР и СНГ, в том числе в победном олимпийском футбольном турнире 1988 года. Перед ним была поставлена задача сформировать к ЧМ-2002 новую крепкую команду, способную выйти в финальную часть. В результате подготовку к Евро-2000 Бышовец и сборная рассматривали как тренировочный этап подготовки к чемпионату мира.
По результатам Бышовец стал худшим тренером в новейшей истории сборной России: команда проиграла все шесть матчей, в которых он ею руководил, причём драматичные события в ходе этих игр усугубили впечатление. В отборочном матче со сборной Украины после грубой ошибки Юрия Ковтуна при передаче мяча за «фол последней надежды» был удалён вратарь Дмитрий Харин. В товарищеском поединке с Испанией после удаления за игру рукой Серхи Бархуана был назначен пенальти, но Сантьяго Каньисарес успел дотянуться до мяча после удара Александра Мостового. В матче с Исландией из-за спорного подката в штрафной площади соперников был удалён Алексей Смертин, а в самом конце игры Юрий Ковтун, при счёте 0:0 прерывая прострел исландцев, послал мяч головой в свои ворота. Апофеозом стало поражение от Бразилии со счётом 1:5 в товарищеском матче, в котором сборную представлял фактически второй состав.
В результате в декабре 1998 года в рейтинге ФИФА российская сборная опустилась на рекордно низкое 40-е место, почти лишилась шансов на выход на Чемпионат Европы,  и 18 декабря Бышовец был уволен из-за «неудовлетворительных результатов» сборной. Он пробыл на посту тренера всего пять месяцев.

### Снова Романцев: победа над чемпионами мира, трагедия в «Лужниках» и провал в Японии
Главным тренером сборной России по футболу во второй раз стал Олег Романцев, продолживший, как и в первый раз, совмещать работу в сборной с постом главного тренера «Спартака». Он заявил, что настолько рано начинать подготовку к ЧМ-2002 бесполезно, и нужно попытаться вырвать путёвку на Чемпионат Европы и во всяком случае взять максимум очков в остававшихся матчах отборочного турнира. В результате в рамках квалификации на Евро сборная выдала мощную победную серию из шести матчей, апогеем которой стала победа над французами в Париже со счётом 3:2. Впервые в своей истории (в том числе и с учётом выступлений сборной СССР) Россия обыграла действующих чемпионов мира в официальном матче, да ещё и в гостях. Кроме того, это было первое поражение сборной Франции с момента финала ЧМ-1998.
Перед решающим матчем с Украиной сборная России находилась на втором месте в группе 4, уступая «жовто-блакитным» с разницей в одно очко. Только победа россиян в этом матче гарантировала им выход на чемпионат Европы (ничья устраивала бы Россию только в том случае, если бы в параллельном матче Исландия не проиграла Франции — в таком случае сборная России играла бы стыковые матчи, Украина напрямую прорвалась бы на Евро, а будущие чемпионы Европы и действующие чемпионы мира вообще бы выбыли из турнира). Подопечные Романцева, стремившиеся занять заветное первое место, открыли счёт на 75-й минуте после удара Валерия Карпина со штрафного. Однако на 88-й минуте случилась настоящая трагедия: Андрей Шевченко со штрафного подал на ворота и Александр Филимонов сделал грубейшую ошибку: выйдя из ворот до удара, он занял неправильное положение и затем, пытаясь поймать мяч, попятился назад, упал на газон и практически закинул мяч в свои ворота. Этот гол оставил Россию без Евро-2000, но и Украина туда тоже не пробилась, проиграв в стыковых матчах Словении.
Тем не менее, Романцев сохранил пост главного тренера. Несмотря на сенсационное поражение 23 февраля 2000 года в товарищеском матче с Израилем со счётом 1:4, в отборочном турнире ЧМ-2002 сборная России после семи игр заняла первое место в своей группе и впервые за шесть лет вышла в финальный тур крупного чемпионата. У главных конкурентов - Югославии - Россия выиграла в гостях 1:0, а дома сыграла вничью 1:1. Менее удачно россияне сыграли с неожиданно сильной сборной Словении: ничья дома и единственное в турнире поражение в гостях в результате спорного пенальти, который назначил англичанин Грэм Полл. Крупные победы сборная одержала над аутсайдерами из Люксембурга (3:0) и Фарер (3:0), а также над будущими соперниками по квалификации к Евро-2004 из Швейцарии (4:0). Потери очков югославами и словенцами позволили России сохранить первое место в группе.
В мае 2002 года в Москве прошёл товарищеский турнир «Кубок LG», в котором приняли участие сборные России, Украины, Беларуси и Югославии. К удивлению многих, россияне заняли на турнире последнее место, сыграв сначала вничью с Беларусью 1:1 и проиграв в серии пенальти 4:5, а в матче за 3-е место уступив так же Югославии — 1:1, по пенальти 5:6 (победителем турнира стала сборная Беларуси). В одном из матчей травму, не позволившую ему сыграть на чемпионате мира, получил Александр Мостовой — один из лидеров команды. В финальном турнире ЧМ-2002 сборная попала в не самую сильную группу в составе организаторов-японцев, хозяев последнего чемпионата Европы бельгийцев и будущих чемпионов Африки тунисцев. Однако даже в такой ситуации сборная умудрилась не выйти из группы. Стартовая победа над Тунисом 2:0 выдалась крайне неоднозначной, при том, что сборные Японии и Бельгии в параллельном матче (завершившемся ничьей 2:2) показывали более качественную игру. В матче с Японией на 39-й минуте полузащитник хозяев Кадзуюки Тода сбил в центре штрафной Игоря Семшова, однако немецкий судья Маркус Мерк не стал назначать пенальти, а вслед за этим на 58-й минуте Владимир Бесчастных с неударной ноги не сумел попасть в уже пустые ворота, что привело к поражению россиян 0:1. Этот проигрыш вызвал массовые беспорядки в Москве, а Романцева откровенно засыпали критикой. В решающем матче с Бельгией Россию устроила бы даже ничья. Матч шёл на равных, но на 78-й и 82-й минутах бельгийцы забили два мяча и повели 3:1. Вышедший после этого на замену Александр Кержаков составил с Дмитрием Сычёвым (также появившимся на поле не с первых минут) активный дуэт молодых нападающих. На 88-й минуте Сычёв отквитал один мяч (2:3), но на большее времени не хватило. Впоследствии Романцева резко критиковали за нежелание дать шанс молодым игрокам отыграть весь матч. Уже спустя 40 минут после окончания игры Романцев подал в отставку, но РФС отложил решение до заседания Исполкома 7 июля 2002 года. Президент РФС Вячеслав Колосков впервые отметил, что если Романцев будет уволен, место тренера сборной России по футболу может занять иностранный специалист.

### Валерий Газзаев: неудачный опыт совмещения постов в ЦСКА и сборной
7 июля 2002 года главным тренером сборной России стал Валерий Газзаев, возглавлявший ЦСКА. Поначалу сообщалось, что совмещать должности он будет только до конца года, но и в 2003 году Газзаев продолжал руководить как армейским клубом, так и национальной командой. В сборной перед ним было поставлено две основные задачи: войти в тройку лидеров на Евро-2004 и выйти в четвертьфинал ЧМ-2006. РФС очень рассчитывал на амбициозность нового тренера в достижении поставленных целей. Стартовые матчи квалификации к Евро-2004 получились одними из лучших в истории сборной: были одержаны результативные победы над Ирландией (4:2) и Албанией (4:1), а неубедительный матч с Грузией был прерван из-за поломки освещения при счёте 0:0 и перенесён.
В феврале 2003 года Россия уверенно выиграла Кубок Кипрской футбольной ассоциации, однако это ввело игроков в заблуждение относительно своих сил. Весной команда внезапно проигрывает албанцам 1:3 и грузинам 0:1. 7 июня в Базеле Россия с трудом удерживает ничью со Швейцарией 2:2 — в первом тайме россияне проигрывали 0:2 после голов Александра Фрая, однако дубль Сергея Игнашевича спас Газзаева от отставки. Но уже вскоре вице-президент РФС Валерий Драганов заявил, что назначение Газзаева главным тренером сборной было грубой ошибкой, так как он отдаёт все силы футбольному клубу ЦСКА и набрал из него в сборную слишком много «своих» игроков. После поражения от Израиля в товарищеском матче 20 августа 2003 года Газзаев заявил об уходе с поста главного тренера сборной России.

### Георгий Ярцев: беспроигрышный остаток отбора на Евро и два «португальских провала»
Новым — временным — руководителем футбольной сборной стал Георгий Ярцев. Согласно договору с РФС, он оставался на посту до октября 2003 года, а решение о его постоянном назначении должно было быть принято только если Россия выиграет отбор Евро-2004. В противном случае РФС намеревался вернуться к вопросу о приглашении тренера-иностранца. Уже на первую игру Ярцевым были вызваны ветераны российского футбола Валерий Есипов, Виктор Онопко и Александр Мостовой, поднимался вопрос о возвращении в сборную Валерия Карпина. Последние отборочные игры Евро-2004 российская футбольная сборная провела на подъёме и заняла второе место в турнирной таблице, уступив сборной Швейцарии и попав в стыковые матчи со сборной Уэльса. Первый из них, проводившийся в Москве, закончился ничьей 0:0; зато во втором россияне победили в гостях со счётом 1:0 — тот матч сенсационно запомнился голом Вадима Евсеева головой на 22-й минуте и его послематчевыми эмоциями с использованием нецензурной брани. В новейшей истории сборной России это было первое и пока единственное попадание на крупный чемпионат через стыковые матчи.
На финальный турнир Евро-2004 сборная поехала не в лучшем своём составе: по самым разным причинам в Португалию не смогли поехать многие известные игроки — в частности, из-за травмы колена не был заявлен капитан сборной Виктор Онопко, вскоре завершивший игровую карьеру. Россия угодила в группу с достаточно крепкими соперниками: Испанией, хозяевами турнира — Португалией, а также будущими победителями Грецией, которая на начало турнира рассматривались как одна из слабых команд. По данным опроса ВЦИОМ, 35 % россиян верили в то, что сборной России, несмотря на все трудности, удастся выйти в четвертьфинал чемпионата.
Однако на самом Евро-2004 сборная выступила не самым лучшим образом. Уже первый матч с Испанией, проигранный 0:1, вызвал нарекания и к игрокам, и к главному тренеру — после того матча за критику в адрес Георгия Ярцева из сборной был отчислен Александр Мостовой. Второй матч с Португалией россияне также проиграли (0:2) — в самом конце первого тайма того матча произошло очень спорное удаление вратаря российской сборной Сергея Овчинникова, после которого с криком «Позор!» из ложи прессы на поле выбежал Отар Кушанашвили, который был схвачен местными полицейскими и выдворен со стадиона. После двух матчей сборная России досрочно выбыла из турнира, но в последнем, уже ничего не решавшем для России матче, дебютант Дмитрий Кириченко отметился самым быстрым голом в истории чемпионатов Европы, забив мяч уже на 2-й минуте первого тайма. В результате Россия обыграла Грецию со счётом 2:1. Это поражение оказалось единственным для греков на турнире, который они сенсационно выиграли. Причём если бы на последних минутах тот же Кириченко использовал свой опасный момент, будущие чемпионы пропустили бы в плей-офф сборную Испании и выбыли бы из соревнования. Сборная России также запомнилась на Евро-2004 рекордным числом предупреждений: 15 жёлтых и 2 красных карточки.
Осенью 2004 года сборная под руководством Ярцева начала борьбу за выход на ЧМ-2006. В начале отборочного турнира последовали домашняя ничья со Словакией (1:1) и разгромное поражение от португальцев со счётом 1:7, прозванное «ночным позором». После выездной ничьей с Эстонией (1:1) в марте 2005 года последовало сразу два увольнения: 2 апреля на должность президента РФС вместо Вячеслава Колоскова был избран Виталий Мутко, а 4 апреля Георгий Ярцев подал заявление об уходе по собственному желанию.

### Юрий Сёмин: ещё одна беспроигрышная серия и непопадание в Германию
Новым тренером сборной России в апреле 2005 года был назначен Юрий Сёмин; контракт с ним был подписан до конца 2005 года. Тогда же вице-президент РФС Валерий Драганов заявил, что «появление иностранного специалиста в сборной возможно только после 2008 года, поскольку сегодня тренеры мирового уровня просто не станут рисковать своей репутацией».
В отличие от Георгия Ярцева, спасти Сёмину сборную от непопадания на крупный турнир не удалось. После трёх побед и двух ничьих Россия по-прежнему находилась на третьем месте в группе 3, и для путёвки в Германию ей надо было выигрывать решающий матч со Словакией на выезде и далее побеждать в стыковых матчах. Но последняя игра завершилась нулевой ничьей, и Россия прекратила борьбу, заняв в таблице третье место и уступив Португалии и Словакии. Впрочем, хотя сборная и не попала на чемпионат мира, при Сёмине она ни разу не проиграла и запомнилась, в частности, выездной ничьей с вице-чемпионами мира сборной Германии (2:2).

### Александр Бородюк: исполняющий обязанности
Место главного тренера сборной России с приставкой «и. о.» занял старший тренер сборной Александр Бородюк. 9 декабря 2005 года он продлил свой контракт старшего тренера, подчеркнув таким образом, что сборную он возглавляет временно, до лета 2006 года. Именно тогда, после окончания клубного сезона в Европе, в российскую сборную планировали пригласить иностранного тренера.
В качестве подготовки сборной к отборочному турниру Евро-2008 1 марта 2006 года Бородюк провёл товарищеский матч с Бразилией, которая пообещала приехать в самом сильном составе. В результате сборная России уступила 0:1 — единственный гол на 15-й минуте матча забил легендарный Роналдо, но сделал он это с явным нарушением правил — мяч был забит в ворота локтем, однако судья этого не увидел. В том же матче на 45-й минуте Дмитрий Лоськов попал в ворота бразильцев, но швейцарский судья Массимо Бузакка зафиксировал положение «вне игры» и гол засчитан не был. Ещё одну игру сборная провела в мае 2006 года против испанцев, неожиданно удержав нулевую ничью. Несмотря на доминирование испанцев и тотальный контроль мяча со стороны «красной фурии», игра Игоря Акинфеева позволила сохранить ворота в неприкосновенности.
В качестве кандидатов на пост главного тренера из числа иностранцев назывались двое нидерландских специалистов — главный тренер сборной Австралии Гус Хиддинк и главный тренер сборной Южной Кореи Дик Адвокат. Играть отборочные матчи Евро-2008 с новым главным тренером предстояло российской сборной уже осенью 2006 года.

### Гус Хиддинк: самый успешный тренер в истории сборной

#### 2006—2008: путь к триумфу в Австрии и Швейцарии
1 марта 2006 года глава РФС Виталий Мутко сообщил, что новым главным тренером сборной России определённо станет нидерландский специалист Гус Хиддинк. РФС не пугало то, что Хиддинк — один из самых дорогих тренеров в мире с зарплатой около 4 миллионов евро в год. Спонсировать его зарплату вызвался Роман Абрамович. К апрелю переговоры были закончены и 14 апреля 2006 года Гус Хиддинк на два года официально вступил в должность.
Хиддинк отметил, что в отборочном турнире Евро-2008 Россия попала в сложную группу, и гарантировать выход российской сборной на чемпионат Европы он не может. Согласно соцопросу ФОМ, только 28 % россиян считали, что результаты сборной России с приходом нового тренера улучшатся.
Стартовые матчи отбора Евро-2008 не сулили ничего хорошего: ничьи с Хорватией (0:0) и Израилем (1:1) породили слухи об уходе Хиддинка и потере к нему доверия со стороны Мутко. Однако победы над эстонцами и македонцами с одинаковым счётом 2:0 позволили отложить на время подобные вопросы. В марте 2007 года снова побеждена Эстония (и снова со счётом 2:0), в июне следуют разгром Андорры (4:0) и ничья с хорватами (0:0). В сентябре начинается решающий этап — сначала Россия вдесятером сламывает сопротивление македонцев (3:0), но затем с тем же счётом на «Уэмбли» её разбивают англичане. Судьба сборной зависела от матча с Англией в Москве. Россия взяла верх со счётом 2:1 и сделала большой шаг на пути к Евро-2008. Ровно через месяц в Израиле россияне сенсационно проиграли на последних минутах со счётом 1:2. Для выхода на Чемпионат Европы россиянам необходимо было через 4 дня победить Андорру в гостях при условии победы хорватов в Лондоне над Англией. И то, во что с трудом могли верить российские любители футбола, всё-таки свершилось: Хорватия, которая уже гарантировала выход на Евро, выиграла 3:2 в Лондоне, россияне же с трудом выиграли в Андорре-ла-Велье со счётом 1:0 (при этом Аршавин был удалён с поля и впоследствии дисквалифицирован, из-за чего пропустил две стартовые игры Евро). Хорватия и Россия вышли на Евро-2008, а Англия впервые с 1984 года не попала на чемпионат Европы. Уже в марте 2008 года контракт между Гусом Хиддинком и РФС был продлён до июня 2010 года.
На самом чемпионате Европы 2008 года Россия попала в группу со шведами, будущими чемпионами испанцам и чемпионами действующими — греками. Примечательно, что со сборными Греции и Испании Россия встречалась на чемпионате Европы во второй раз подряд. Стартовый проигрыш испанцам со счётом 1:4 не выбил команду из ритма, и дальнейшие победы над греками 1:0 и шведами 2:0 позволили России впервые за 20 лет выйти в плей-офф крупного турнира. Соперником по матчу четвертьфинала стали Нидерланды, выигравшие три групповых матча с общим счётом 9:1 и считавшиеся одними из фаворитов Чемпионата. По этому поводу Гус Хиддинк заявил: «Хочу стать предателем года в Нидерландах». Матч закончился победой россиян в дополнительное время со счётом 3:1. В течение почти всего матча россияне доминировали на поле, и на 56-й минуте счёт открыл Роман Павлюченко. Через полчаса Руд ван Нистелрой сравнял счёт и перевёл игру в дополнительное время. В овертайме россияне дожали противника благодаря голам Дмитрия Торбинского и Андрея Аршавина.
В полуфинале россияне снова встретились с испанцами, но сил на ещё одну сенсацию России уже не хватило — будущие чемпионы Европы вновь разгромили подопечных Хиддинка, на этот раз со счётом 3:0. Сборная России разделила 3-е место с командой Турции, получила малые бронзовые медали Евро-2008 и в августе 2008 года впервые за 11 лет вошла в десятку сильнейших футбольных команд мира в рейтинге ФИФА. Гус Хиддинк стал заслуженным тренером России, вторым в списке «Лучший в году тренер сборной» после тренера испанцев Луиса Арагонеса и четвёртым в списке лучших тренеров за последние 13 лет. Президент России Дмитрий Медведев сказал, что может рассмотреть вопрос о предоставлении Гусу Хиддинку российского гражданства; в ответ Хиддинк заявил, что чувствует себя в России как дома и уже учит слова российского гимна.

#### 2008—2010: «горе в Мариборе» и непопадание в ЮАР
В борьбе за попадание на ЧМ-2010 Россия попала в группу к Германии, Финляндии, Уэльсу, Азербайджану и Лихтенштейну. Основная борьба в группе развернулась между Россией и Германией, и если бы в последних двух матчах россияне сыграли хотя бы вничью с немцами и выиграли у азербайджанцев, подопечные Гуса Хиддинка гарантировано поехали бы на мундиаль в Южную Африку. Однако решающий поединок с немцами в Москве завершился победой гостей со счётом 1:0, несмотря на равную игру и неназначенный арбитром встречи Массимо Бузаккой пенальти за снос Владимира Быстрова. В этом же месяце Россия покинула десятку сильнейших команд в рейтинге ФИФА. РФС заявил, что амбициозные планы не изменились и, согласно «Стратегии развития футбола в РФ на 2006—2012 годы», сборная России по футболу должна была:
1. Вновь попасть в Топ-10 рейтинга ФИФА.
2. Дойти до полуфинала чемпионата мира по футболу 2010 года.
3. Выиграть чемпионат Европы по футболу 2012 года.

По результатам основной части отборочного турнира ЧМ-2010 Россия оказалась первой сборной в рейтинге команд, занявших вторые места в группах и по старой системе сборная России автоматически бы вышла на чемпионат мира, но в этот раз пробиваться на мундиаль пришлось через сито стыковых матчей. Казалось, что выпавшая Словения (49-е место в рейтинге ФИФА на тот момент) не станет проблемой. Домашний матч Россия выиграла 2:1, пропустив на последних минутах гол от Нейца Печника, однако в гостях Словения взяла реванш и победила 1:0. По сумме двух встреч счёт был 2:2, но правило гола на чужом поле вывело словенцев на чемпионат мира. Игра в Мариборе стала одной из худших в истории сборной — команда не могла попросту взломать словенскую оборону, а масла в огонь подливали норвежские арбитры во главе с Терье Хауге, удалившие двух игроков сборной России (Александра Кержакова и Юрия Жиркова) и подозрительно часто закрывали глаза на нарушения словенцев, игравших предельно грубо. Возмущение по поводу судейства было настолько большим, что российские фанаты, взяв в качестве повода брошенный с трибун нож во вратаря, потребовали от ФИФА немедленной дисквалификации сборной Словении, пытаясь на фоне скандала из игры Франция — Ирландия любой ценой попасть на чемпионат мира. Однако ФИФА даже не начала рассматривать этот вопрос. В результате сборная России вновь не поехала на мировое первенство и впервые с 1978 года пропустила два чемпионата мира подряд.
Главный тренер сборной России Гус Хиддинк заявил после игры, что «пока не принял решения» о продолжении работы в сборной (его контракт заканчивался к июлю 2010 года). Футбольный комментатор Василий Уткин тогда же сообщил, что Хиддинк покидает свой пост. Болельщики развернули кампанию под лозунгом «Гус Хиддинк, останьтесь!», и до января 2010 года существовала вероятность продления контракта между РФС и Хиддинком. Но 13 февраля 2010 года на сайте РФС появилось официальное сообщение об уходе Гуса Хиддинка по завершении предусмотренного контрактом срока, а через четыре дня стало известно о подписании Хиддинком с 1 августа двухлетнего контракта со сборной Турции.
В обновлённом рейтинге ФИФА Россия опустилась на 13-е место. Новый президент РФС Сергей Фурсенко пообещал сделать российскую сборную чемпионом мира в 2018 году, «а после этого закрепиться на ведущих позициях в рейтинге ФИФА». Последний матч под руководством Гуса Хиддинка сборная России провела 3 марта 2010 года в Дьёре, сыграв с венграми вничью 1:1; финансовые вопросы контракта с тренером урегулировали в июле 2010 года. Своеобразной итоговой оценкой работы нидерландского тренера на посту стали слова министра спорта Виталия Мутко:
Со своими задачами Хиддинк, я считаю, справился, хотя непопадание на ЧМ-2010 — это, конечно, неудача. Но главное — он поменял отношение к футболу в стране и к нашей сборной в мире. Любой матч с его участием, любая презентация, пресс-конференция, жеребьёвки — всё это работало на имидж российской команды. Когда Хиддинк принял сборную, она находилась в рейтинге ФИФА на 39-м месте, а потом поднялась до 6-й позиции. На жеребьёвке отборочного этапа Евро-2012 Россия была уже в первой корзине. Это дорогого стоит.

### Дик Адвокат: повтор ошибки десятилетней давности
В апреле 2010 года в СМИ появились первые сообщения, что сборную России по футболу на посту главного тренера возглавит другой нидерландец, Дик Адвокат, известный россиянам по работе в санкт-петербургском «Зените».
Контракт с Адвокатом был подписан РФС 15 июля 2010 года по схеме «2+2» с возможным продлением осенью 2011 года. Финансовые условия не обнародовались, но СМИ предположили, что речь идёт о 3—5 миллионах евро + премиальных за победу сборной России на Евро-2012 до 7 миллионов евро. Официальным спонсором сборной на 2010—2011 годы стал «Норильский никель», гарантировавший поддержку в сумме до 12 миллионов долларов в год, но вскоре заявивший о возможном отказе от гарантий: несмотря на удачную для России отборочную группу, специалисты не считали выход России в финал Евро-2012 гарантированным. Позитивными качествами нового тренера специалисты назвали его разумную жёсткость с игроками и налаженное взаимопонимание с главой РФС Сергеем Фурсенко.
Адвокат решил оставить, в основном, прежний состав сборной, строить игру по схеме «4-1-2-3», ввести «сухой закон» для всех футболистов на всё время сборов, обеспечить команде домашние игры на натуральном покрытии, заняться воспитанием молодых футболистов, увеличить число товарищеских матчей, а в дни отборочных игр существенно ограничить общение футболистов с прессой, что после матча с Андоррой 3 сентября 2010 года некоторые журналисты расценили как бойкот СМИ из-за неподобающего поведения российских болельщиков.
В отборе к Евро-2012 сборная России попала в довольно лёгкую группу к Ирландии, Армении, Словакии, Македонии и Андорре. Этот квалификационный турнир сборная выиграла без особых проблем, потерпев лишь одно поражение от Словакии со счётом 0:1 — сборная России впервые за 10 лет завоевала путёвку на крупный чемпионат с первого места в группе. На начало чемпионата Европы беспроигрышная серия сборной России составляла 14 матчей, включая сенсационную победу со счётом 3:0 в товарищеском матче над будущими вице-чемпионами Европы — сборной Италии.
На финальном турнире Евро-2012 соперниками россиян по группе стали Чехия, Польша и третий раз подряд Греция. Однако сборная России оказалась почти в такой же ситуации, как и десять лет назад на чемпионате мира в Японии: самая простая группа (если судить по рейтингу ФИФА сборных-участниц) с участием хозяев турнира, возможность ничьей в последнем туре и при этом нежелание главного тренера радикально менять состав и вводить новых игроков. В стартовом матче россияне мощно обыграли сборную Чехии со счётом 4:1 — уже после него многие были уверены, что Россия спокойно выйдет из группы и имеет весьма неплохие шансы на повторение «чуда» 2008 года. Однако во второй игре против хозяев из Польши россияне неожиданно для многих сыграли вничью 1:1, но шансы на выход в плей-офф всё равно оставались довольно приличными. В третьем матче им достаточно было сыграть вничью с Грецией, но и здесь сборная России наступила на те же грабли, что и на ЧМ-2002 в матче с бельгийцами: главный тренер категорически отказался вводить молодых игроков в состав команды, и сборная проиграла решающую встречу со счётом 0:1. Единственный гол на последних секундах первого тайма забил Йоргос Карагунис, после чего греки вышли в четвертьфинал и выбили Россию из турнира. К слову, поражение от Греции позволяло россиянам выйти в четвертьфинал в случае ничьей в параллельном матче Польша — Чехия, но в той встрече единственный гол забили чехи, которые также вышли в четвертьфинал, а капитан поляков Якуб Блащиковский загубил верный голевой момент на последних секундах игры. Здесь не в пользу сборной России сыграла ещё и обновлённая система группового этапа чемпионата Европы, согласно которой при равенстве очков у нескольких команд преимущество имеет та, которая набрала больше очков в матчах со своими конкурентами (а не та, у которой лучшая разница мячей).
Кроме того, выступление сборной России на Евро-2012 было омрачено сразу двумя скандалами. Во время матча с Чехией российские фанаты устроили массовую драку с охраной Городского стадиона во Вроцлаве, в результате чего РФС был оштрафован на 120 тысяч евро, а сборная России была условно лишена шести очков в квалификации к Евро-2016. Однако впоследствии после апелляции РФС УЕФА отменила это решение, но потребовала от РФС проведение трёх отборочных матчей Евро-2016 с участием сборной России при пустых трибунах. Кроме того, после поражения от греков в отеле «Бристоль» группа россиян во главе с депутатом Государственной Думы Антоном Беляковым подошла к капитану сборной Андрею Аршавину и завела с ним разговор, в ходе которого он заявил: «То, что мы не оправдали ваши ожидания — это ваши проблемы». Эти слова вызвали широкий общественный резонанс, в свете которого уважение болельщиков к Аршавину было сильно потеряно, однако отчислен из сборной он не был. Сам Дик Адвокат отказался приносить извинения за результат и заявил, что не видел ни одного плохого момента в игре сборной России, за что его также подвергли жёсткой критике.
Ещё до начала Евро-2012 было объявлено, что контракт Адвоката с РФС продлён не будет, и таким образом матч с греками стал последним матчем нидерландца у руля сборной. 25 июня 2012 года президент РФС Сергей Фурсенко, который взял на себя вину за провальное выступление, также покинул свой пост. Новым президентом РФС 3 сентября 2012 года был избран бывший президент ПФЛ Николай Толстых.

### Фабио Капелло: конец девятилетней эпохи иностранных тренеров

#### 2012—2014: возвращение на чемпионат мира и провал в финальном этапе
После ухода из сборной Дика Адвоката новыми кандидатами на пост главного тренера сборной России назывались Валерий Газзаев, а также три итальянца: главный тренер «Зенита» Лучано Спаллетти, главный тренер «Манчестер Сити» Роберто Манчини и бывший тренер сборной Англии Фабио Капелло. В результате 16 июля 2012 года представитель РФС заявил о том, что уже официально подписан контракт с Капелло, и он готов приступить к работе в сборной России. Однако 18 июля РФС официально объявил, что переговоры с Капелло пока продолжаются, но уже на следующий день итальянский специалист согласовал все условия контракта. 26 июля 2012 года с ним был подписан контракт по схеме «2+2». Капелло принял решение жить в России на постоянной основе, а не приезжать периодически, как это делали Гус Хиддинк и Дик Адвокат. В интервью газете «Спорт-Экспресс» тренер пообещал, что сборная обязательно поедет на чемпионат мира в Бразилию. Свой первый матч обновлённая сборная под руководством Капелло провела неубедительно: в товарищеской встрече с Кот-д’Ивуаром россияне сыграли вничью 1:1. Единственный гол сборной России был забит на 55-й минуте Аланом Дзагоевым, а четыре минуты спустя Капелло заменил его на Андрея Аршавина. Эта перестановка вызвала крайне негативную реакцию среди болельщиков на трибунах стадиона «Локомотив», которые встретили Аршавина протяжным гулом. Однако впоследствии стало известно, что Аршавин не будет играть первые матчи квалификации к ЧМ-2014 по семейным обстоятельствам. По этой же причине сборную уже официально покинул вратарь Вячеслав Малафеев, защищавший ворота сборной на Евро-2012.
В отборе к ЧМ-2014 сборная России попала в группу к Португалии, Израилю, Северной Ирландии, Азербайджану и Люксембургу (примечательно, что с Люксембургом россияне встречались уже в пятый раз в отборах к чемпионату мира). Первая часть отборочного цикла вышла весьма удачной: сборная выиграла все четыре стартовых матча, забив в сумме восемь голов и не пропустив ни одного. В частности, дома был повержен фаворит группы в лице сборной Португалии: в этой игре единственный гол уже на 6-й минуте матча забил Александр Кержаков, и несмотря на то, что гости имели огромный процент владения мячом, а россияне слишком часто ошибались в передачах, португальцы не воспользовались своими шансами. Кроме того, после первых четырёх туров Россия стала единственной европейской командой отборочного турнира ЧМ-2014, не пропустившей ни одного мяча (в четвёртом туре впервые пропустили Испания и Румыния). Однако затем сборная в упорной борьбе уступила в Лиссабоне Португалии 0:1, а в Белфасте без шансов сенсационно проиграла с тем же счётом сборной Северной Ирландии, не нанеся по воротам британцев ни одного удара в створ (этот матч был перенесён с марта на август из-за непогоды в Северной Ирландии). Осенью, однако, Россия сумела собраться и взять нужные очки: в сентябре был побеждён в Казани Люксембург со счётом 4:1, а Александр Кокорин установил рекорд самого быстрого гола в новейшей истории сборной, забив мяч уже на 18-й секунде матча. Спустя четыре дня в Санкт-Петербурге Россия обыграла Израиль и вернулась на первое место в группе. В октябре она разгромила в гостях Люксембург 4:0, а в то же время в Лиссабоне сборная Португалии упустила победу над Израилем на последних минутах (1:1) и тем самым фактически обеспечила сборной России первое место в группе. Сыграв в последнем туре вничью с Азербайджаном 1:1, сборная России вернулась на чемпионаты мира спустя 12 лет отсутствия.
В число 23 игроков, поехавших в Бразилию, не оказалось ни одного легионера: Россия стала единственной сборной — участницей ЧМ-2014, представленной игроками только из своего чемпионата. На мировом первенстве в Бразилии сборная попала в довольно несложную группу к командам Республики Корея, Бельгии и Алжира. Однако перед началом турнира получил травму один из ключевых игроков команды Роман Широков, что стало серьёзным ударом для сборной, в результате чего команда сыграла откровенно неубедительно. В первом матче против Республики Корея сборная России слишком часто ошибалась в передачах и показала откровенно слабую игру, что в итоге привело к ничьей 1:1 (досадную ошибку при приёме мяча, приведшую к пропущенному голу, допустил голкипер российской сборной Игорь Акинфеев). Во втором матче со сборной Бельгии (0:1) россияне провели более успешный поединок, однако в самом конце матча Дивок Ориги всё же забил в ворота российской сборной единственный мяч в игре. В последнем матче группового этапа против сборной Алжира (1:1) Александр Кокорин открыл счёт уже на 6-й минуте и большую часть матча сборная России уверенно шла впереди, но на 60-й минуте Ислам Слимани сравнял счёт — этот гол был ознаменован скандалом, связанным с тем, что перед ним вратаря сборной России Игоря Акинфеева ослепляли с трибун лазерной указкой. Несмотря на этот инцидент, никаких санкций со стороны ФИФА для сборной Алжира не последовало и организатор данного инцидента найден не был. Таким образом, российская сборная не смогла выйти в 1/8 финала и впервые в истории не сумела одержать ни одной победы на групповом этапе чемпионата мира.

#### 2014—2015: череда неудач в отборе на чемпионат Европы
В отборочном турнире чемпионата Европы во Франции сборная России попала в группу к сборным Швеции, Австрии, Черногории, Молдовы и Лихтенштейна. В первом матче Россия уверенно победила Лихтенштейн у себя дома 4:0, однако вслед за этим последовала череда неудач, которая началась с ничьей со Швецией в Стокгольме 1:1. Следующий матч с Молдовой был ознаменован переносом ряда туров чемпионата РФПЛ в угоду лучшей подготовки сборной, но матч на «Открытие Арена» завершился сенсационной ничьей 1:1, а вслед за этим сборная России проиграла в гостях Австрии со счётом 0:1. Последним матчем сборной в 2014 году стал товарищеский поединок со сборной Венгрии, где россияне с трудом смогли одержать победу со счётом 2:1.
Следствием провала на ЧМ-2014 и череды неудач в отборочном турнире к Евро-2016 стало падение сборной России на 31-е место в рейтинге ФИФА. Дал о себе знать также и назревший скандал — главный тренер сборной не получал зарплаты порядка шести месяцев. Ситуация не улучшилась и весной 2015 года. 27 марта 2015 года не был доигран матч отборочного турнира Евро-2016 против сборной Черногории: не прошло и 30 секунд с момента начала игры, как немецкий арбитр Дениз Айтекин остановил игру по причине того, что в голкипера сборной России Игоря Акинфеева прилетел файер, брошенный с черногорской трибуны. В результате матч был остановлен, вратаря вынесли на носилках, а его место занял Юрий Лодыгин. После нереализованного пенальти на 61-й минуте левый защитник сборной Дмитрий Комбаров подошёл к бровке за снарядом, но вновь в российского игрока с трибун начали бросать предметы. Россиянин пытался обратить на это внимание судьи, который уже предупреждал, что в таком случае остановит матч. Черногорцам эти апелляции к Айтекину со стороны россиян не понравились, и началась потасовка. Судья отправил команды в раздевалку, объявив, что матч окончен и продолжен не будет. В итоге черногорцам было засчитано техническое поражение 0:3, также им приказали провести несколько игр без зрителей. Это была первая и пока единственная техническая победа в истории сборной России.
14 июня 2015 года российская команда играла с командой Австрии. России нужна была победа для сохранения шансов на прямое попадание на Евро, но на 33-й минуте австриец Марк Янко забил единственный мяч в игре. Поражение сборной вызвало массовую критику со стороны болельщиков и СМИ (ситуация осложнялась действующим контрактом Капелло со сборной на, по общему мнению, завышенных условиях), и ровно через месяц, 14 июля, РФС официально объявил об отставке Фабио Капелло с поста главного тренера сборной. Также было объявлено, что в случае отставки Капелло новым главным тренером сборной России станет отечественный специалист.

### Леонид Слуцкий: беспроигрышная серия в отборе и провал во Франции
7 августа 2015 года новым главным тренером сборной России был назначен Леонид Слуцкий, действующий на тот момент главный тренер ЦСКА.
5 сентября 2015 года сборная России под руководством Слуцкого победила дома Швецию со счётом 1:0, несмотря на шквал атак шведов во втором тайме — после этого матча Россия вернулась в борьбу за второе место в группе (первое уже было прочно закреплено за Австрией). 8 сентября сборная в гостях разгромила сборную Лихтенштейна со счётом 7:0, повторив рекорд 20-летней давности, когда была разбита с тем же счётом сборная Сан-Марино: в том матче Артём Дзюба оформил первый в истории российской сборной покер, забив четыре мяча (больше него в одном матче забивал только Олег Саленко, отправивший пять мячей в ворота Камеруна на чемпионате мира в 1994 году). В октябре сборная одержала две победы над Молдовой со счётом 2:1 и Черногорией со счётом 2:0, что позволило ей занять второе место в группе G и выйти на чемпионат Европы. В игре против сборной Молдовы Сергей Игнашевич стал самым результативным защитником в истории сборной России (8 голов). После того же матча Артём Дзюба стал вторым в списке бомбардиров всего отборочного турнира Евро-2016. В итоге Артём Дзюба и Златан Ибрагимович поделили между собой третье место, забив по 8 голов. Бомбардир россиян к тому же был включён в символическую сборную турнира.
Перед товарищескими играми накануне старта Евро-2016 сборная России столкнулась с кадровыми проблемами. Из-за травм не смогли поехать ключевые игроки Алан Дзагоев, Юрий Жирков и Олег Кузьмин. В результате в товарищеских матчах Россия уступила Чехии 1:2 и сыграла вничью с Сербией 1:1. В товарищеском матче против Чехии дебютировали первые в истории сборной России натурализованные игроки — вратарь Маринато Гильерме и защитник Роман Нойштедтер, которые провели неубедительный матч. В матче против Сербии травму получил Игорь Денисов и выбыл из состава и поездки на чемпионат Европы.
На самом чемпионате Европы 2016 года сборная России попала в группу к Англии, Уэльсу и Словакии. Практически весь первый матч против сборной Англии на поле доминировали англичане, что привело к голу Эрика Дайера на 73-й минуте, однако россиянам удалось уйти от поражения в компенсированное время благодаря точному удару головой Василия Березуцкого. Этот матч был омрачён многочисленными стычками и драками фанатов двух сборных как перед ним, на улицах Марселя, так и после него, когда группа российских фанатов, преодолев заграждение на трибунах стадиона «Велодром» атаковала английских болельщиков. По итогам расследования, УЕФА наказала РФС за поведение болельщиков денежным штрафом в размере 150 000 евро и условной дисквалификацией с возможностью снятия команды с чемпионата Европы в случае повторения беспорядков, подобных случившимся на «Велодроме». Во втором туре группового этапа сборная России встретилась со сборной Словакии: тренер сборной Леонид Слуцкий не стал менять состав, несмотря на критику в адрес полузащитников Головина и Нойштедтера, повторив тем самым ошибки Олега Романцева в 2002 году и Дика Адвоката в 2012. Несмотря на преимущество в первой половине первого тайма, российская сборная пропустила два мяча, а на 80-й минуте Денис Глушаков сократил разрыв — несмотря на все попытки организовать «навал» на ворота сборной Словакии, россияне всё же уступили 1:2 и оказались на грани вылета с Евро-2016, поскольку в матче между сборными Англии и Уэльса со счётом 2:1 выиграли англичане, вырвавшиеся в лидеры группы, и ухудшив тем самым положение сборной России. В решающем матче со сборной Уэльса россиянам нужна была только победа, и накануне перед этим матчем стало известно о том, что главный тренер сборной России намерен внести изменения в стартовый состав. В результате в начале встречи на поле появились Широков, Глушаков, Мамаев и Комбаров. Несмотря на изменения в составе, сборная Уэльса разгромила Россию со счётом 3:0 и выбила её из чемпионата Европы. После поражения Леонид Слуцкий взял всю вину на себя и сообщил, что сборную к чемпионату мира-2018 должен готовить другой тренер.
Вскоре после вылета сборной в сети появилось видео, в котором народная команда бросает вызов сборной. Кроме того, в конце июня 2016 года футбольные фанаты организовали и подписали петицию о расформировании сборной России по футболу на сайте Change.org. Эта петиция впоследствии набрала свыше 900 000 подписей.

### Станислав Черчесов

#### От неудачи на Кубке конфедераций до четвертьфинала чемпионата мира

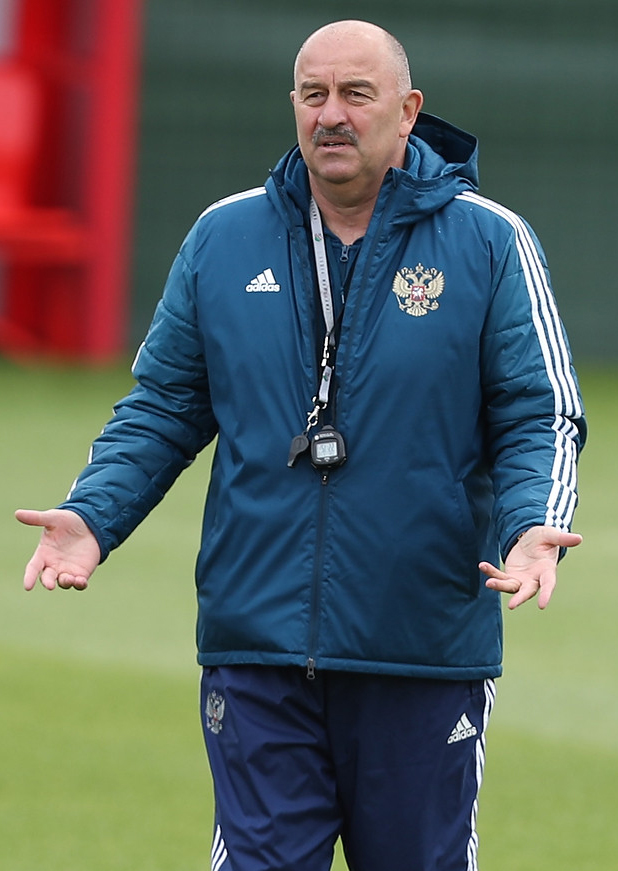
С.Черчесов, 2018 год

11 августа 2016 года главным тренером сборной России был назначен Станислав Черчесов. В первом матче под его руководством сборная проводила товарищеский поединок со сборной Турции, где дебютировали игроки Юрий Газинский, Александр Ерохин и Фёдор Кудряшов — этот матч завершился ничьей 0:0. Следующий матч, также товарищеский, сборная России выиграла у сборной Ганы 1:0 — в этом матче Василий Березуцкий сыграл свой 100-й матч за сборную, а Игорь Акинфеев отстоял 92-й матч в воротах сборной, побив рекорд Рината Дасаева. Первое поражение под руководством Черчесова сборная потерпела 9 октября 2016 года от Коста-Рики, где заменявший травмированного Акинфеева Сослан Джанаев пропустил четыре мяча (автоголом «отличился» Василий Березуцкий, последний мяч был пропущен с пенальти), но гол Самедова и дубль Дзюбы привели к минимальной разнице мячей — 4:3 в пользу Коста-Рики. Следующий матч со сборной Катара, в котором дебютировал Кирилл Панченко, сборная России также проиграла, несмотря на вернувшегося в ворота Акинфеева — 1:2. В пятом матче под руководством Черчесова, 15 ноября, сборная России одержала неуверенную победу над сборной Румынии (единственный гол забил на последних минутах Магомед Оздоев, для которого этот гол стал первым за сборную). Следующий матч сборная провела 24 марта 2017 года, уступив Кот-д’Ивуару со счётом 0:2 — впервые в своей истории, включая советский период, сборная России проиграла команде из Африки. 28 марта сборная России неожиданно сыграла вничью со сборной Бельгии (3:3): забив гол уже на 3-й минуте, россияне некоторое время владели преимуществом, но к концу тайма счёт был уже 1:3 в пользу бельгийцев, однако хозяева «выбили» в компенсированное время волевую ничью. Затем сборная 5 июня провела матч со сборной Венгрии, завершившийся уверенной победой 3:0, а 9 июня россияне сенсационно сыграли вничью с чилийцами (1:1). Россиянам, находившимся на 63-й строчке рейтинга ФИФА, удалось сыграть вничью со сборной Чили, занимающей 4-ю позицию рейтинга и выигравшей два Кубка Америки подряд в 2015—2016 годах.
Следующим этапом работы Черчесова стал Кубок конфедераций 2017. Матч-открытие турнира на «Санкт-Петербург Арене» со сборной Новой Зеландии, состоявшийся 17 июня, также стал первым официальным матчем Станислава Саламовича: все предыдущие матчи под его руководством носили товарищеский характер. В матче была одержана победа 2:0, а также впервые за долгое время россиянин (Фёдор Смолов) был признан лучшим игроком матча в официальной встрече футбольной сборной России. 21 июня в следующем матче турнира россияне уступили португальцам с минимальным счётом 0:1, причём сборная России впервые при Черчесове ни разу не ударила в створ чужих ворот. 24 июня сборная провела матч со сборной Мексики, уступив со счётом 1:2 — таким образом, сборная России, оставшись на третьем месте в группе, выбыла из дальнейшей борьбы.
В контрольном матче со сборной Австрии 30 мая 2018 года, который завершился поражением сборной России со счётом 0:1, на поле вышел 38-летний Сергей Игнашевич, который побил рекорд Льва Яшина и стал самым возрастным игроком, когда-либо выступавшим в сборной СССР или России.
Домашний чемпионат мира 2018 года сборная России начала очень уверенно, разгромив команду Саудовской Аравии со счётом 5:0 — это была самая крупная «сухая» победа сборной России на крупном турнире после распада СССР. Следующая игра со сборной Египта была выиграна со счётом 3:1, а вслед за этим Уругвай со счётом 1:0 обыграл Саудовскую Аравию, после чего сборная России досрочно и впервые в своей новейшей истории вышла в плей-офф чемпионата мира. Тем не менее, в последнем матче группового этапа сборная России крупно уступила Уругваю со счётом 0:3 и вышла в 1/8 финала только со второго места в группе.
В 1/8 финала россиян ждала сборная Испании — на 12-й минуте после розыгрыша штрафного в исполнении Марко Асенсио мяч угодил в пятку Сергею Игнашевичу, который забил автогол, но перед самым концом первого тайма в штрафной испанцев мяч отлетел от Артёма Дзюбы в руку Жерару Пике, и был назначен пенальти, который Дзюба реализовал. В итоге, несмотря на тотальный контроль мяча со стороны испанцев, дело дошло до послематчевых пенальти, которые были выиграны сборной России со счётом 4:3. Четвертьфинальный матч с командой Хорватии в Сочи на стадионе «Фишт» завершился со счётом 1:1 по итогам основного времени, однако в овертайме после голов Домагоя Виды и Марио Фернандеса победитель по-прежнему так и не выявился — и в серии пенальти верх взяли хорваты.

#### С 2018 года
Осенью 2018 года сборная России под руководством Черчесова выступила в Лиге наций УЕФА 2018/2019. Команда попала в группу 2 лиги B, где её соперниками стали сборные Швеции и Турции. Оба матча с турками россияне выиграли, однако первый матч со скандинавами в Калининграде подопечные Черчесова закончили нулевой ничьей, а в гостях в Сольне проиграли 0:2, в результате чего сборная России заняла второе место в группе, уступив шведам по личным встречам. Весной 2019 года подопечные Черчесова начали борьбу за выход на Евро-2020. Стартовый матч с Бельгией был проигран со счётом 1:3, но зато во втором матче россияне уверенно разгромили Казахстан со счётом 4:0, несмотря на то, что перед этим казахи сенсационно обыграли Шотландию со счётом 3:0. В июне была разгромлена сборная Сан-Марино со счётом 9:0, что стало крупнейшей победой в истории российской сборной, а вслед за этим россияне со счётом 1:0 обыграли сборную Кипра. В сентябре сборная России укрепилась на втором месте в группе, победив Шотландию 2:1 и Казахстан 1:0, а после этого, одержав разгромные победы над Шотландией (4:0) и Кипром (5:0), впервые вышла в финальную часть чемпионата Европы досрочно, за два тура до конца отбора, имея семь побед подряд. В последних матчах отборочного турнира сборная России проиграла на своём поле Бельгии (1:4) и разгромила в гостях Сан-Марино (5:0).
После некоторой паузы, вызванной пандемией коронавируса COVID-19, осенью 2020 года сборная России стартовала в Лиге наций УЕФА 2020/21, где её соперниками стали сборные Турции, Венгрии и Сербии. В первых двух матчах россияне обыграли Сербию 3:1 (дома) и Венгрию 3:2 (в гостях), однако потом последовали домашние ничьи с Турцией (1:1) и Венгрией (0:0), а в последних двух матчах сборная России проиграла в гостях туркам 2:3 и сербам 0:5, в результате чего заняла в лиге B только второе место, уступив Венгрии. В марте 2021 года сборная России начала отбор на чемпионат мира в Катаре — в трёх стартовых матчах россияне обыграли в гостях Мальту 3:1 и одержали домашнюю победу над Словенией 2:1, но затем уступили в Трнаве сборной Словакии.

#### Евро-2020
Пройдя квалификацию на Чемпионат Европы, сборная России попала в группу с Бельгией, которой дважды проиграла в квалификации, Данией и Финляндией. Первый матч в Санкт-Петербурге команда проиграла явному фавориту квартета Бельгии 0:3. После этого последовала домашняя победа над финнами 1:0. После двух туров команда Станислава Черчесова находилась на 2-м месте в группе и для уверенного прохода в плей-офф необходимо было сыграть хотя бы в ничью с Данией.В итоге сборная России получила разгромной поражение от датчан 1:4 на их поле. По итогам группового этапа Бельгия вышла в плей-офф набрав максимальное количество очков, а остальные три команды набрали по три очка, однако из-за худшей разницы забитых/пропущенных мячей, сборная России заняла последнее место в группе, как и на Евро-2016 и покинула турнир.

## Составы сборной
- Указаны номера, под которыми выступали футболисты в финальных стадиях чемпионатов
- отб. т. — игрок выступал только в отборочном турнире
- Отб. игр (голов) — число игр и голов, забитых в отборочных турнирах чемпионатов
- Игр, Голов — число игр и голов, забитых в финальных стадиях чемпионатов

### ЧМ-1994
Главный тренер:  Павел Садырин
| №             | Имя                  | Дата рождения | Клуб                                                          | Отб. игр(голов) | Игр     | Голов   |
| Вратари       | Вратари              | Вратари       | Вратари                                                       | Вратари         | Вратари | Вратари |
| ------------- | -------------------- | ------------- | ------------------------------------------------------------- | --------------- | ------- | ------- |
| 16            | Дмитрий Харин        | 16.08.1968    | ЦСКА (Москва) / Челси (Лондон)                                | 4 (-3)          | 2       | -5      |
| 1             | Станислав Черчесов   | 02.09.1963    | Спартак (Москва) / Динамо (Дрезден)                           | 4 (-1)          | 1       | -1      |
| Защитники     |                      |               |                                                               |                 |         |         |
| 4             | Дмитрий Галямин      | 08.01.1963    | Эспаньол (Барселона)                                          | —               | 1       |         |
| 3             | Сергей Горлукович    | 18.11.1961    | Байер 05 (Крефельд)                                           | 5               | 2       |         |
| отб.т.        | Андрей Иванов        | 06.04.1967    | Спартак (Москва)                                              | 5               |         |         |
| отб.т.        | Сергей Колотовкин    | 28.09.1965    | ЦСКА (Москва) / Бейтар (Иерусалим) / Хапоэль Цафририм (Холон) | 1               |         |         |
| 2             | Дмитрий Кузнецов     | 28.08.1965    | Эспаньол (Барселона)                                          | —               | 2       |         |
| отб.т.        | Василий Кульков      | 11.06.1966    | Бенфика (Лиссабон)                                            | 7 (1)           |         |         |
| 5             | Юрий Никифоров       | 16.09.1970    | Черноморец (Одесса) / Спартак (Москва)                        | 2               | 2       |         |
| 18            | Виктор Онопко        | 14.10.1969    | Спартак (Москва)                                              | 8               | 2       |         |
| 6             | Владислав Тернавский | 02.05.1969    | Динамо (Киев) / Нива (Тернополь) / Спартак (Москва)           | —               | 2       |         |
| 21            | Дмитрий Хлестов      | 21.01.1971    | Спартак (Москва)                                              | 3               | 3       |         |
| Полузащитники |                      |               |                                                               |                 |         |         |
| отб.т.        | Игорь Добровольский  | 27.08.1967    | Дженоа (Генуя) / Олимпик (Марсель) / Динамо (Москва)          | 8 (2)           |         |         |
| отб.т.        | Андрей Канчельскис   | 23.01.1969    | Манчестер Юнайтед (Манчестер)                                 | 5 (1)           |         |         |
| 10            | Валерий Карпин       | 02.02.1969    | Спартак (Москва)                                              | 3               | 3       |         |
| 14            | Игорь Корнеев        | 04.09.1967    | Эспаньнол (Барселона)                                         | 3               | 1       |         |
| 20            | Игорь Ледяхов        | 11.09.1968    | Спартак (Москва)                                              | 2               | 1       |         |
| 19            | Александр Мостовой   | 22.08.1968    | Бенфика (Лиссабон) / Кан                                      | 3               | 1       |         |
| 8             | Дмитрий Попов        | 27.02.1967    | Спартак (Москва) / Расинг (Сантандер)                         | 1               | 1       |         |
| 7             | Андрей Пятницкий     | 27.09.1967    | Спартак (Москва)                                              | 1 (1)           | 1       |         |
| отб.т.        | Владимир Татарчук    | 25.04.1966    | Славия (Прага)                                                | 4               |         |         |
| 12            | Омари Тетрадзе       | 13.10.1969    | Динамо (Москва)                                               | —               | 1       |         |
| 17            | Илья Цымбаларь       | 17.06.1969    | Черноморец (Одесса) / Спартак (Москва)                        | —               | 2       |         |
| отб.т.        | Игорь Шалимов        | 02.02.1969    | Интернационале (Милан)                                        | 7 (1)           |         |         |
| Нападающие    |                      |               |                                                               |                 |         |         |
| 11            | Владимир Бесчастных  | 01.04.1974    | Спартак (Москва)                                              | —               | 1       |         |
| 13            | Александр Бородюк    | 30.11.1962    | Шальке 04 (Гельзенкирхен) / Фрайбург                          | 2 (1)           | 3       |         |
| отб.т.        | Сергей Кирьяков      | 01.01.1970    | Карлсруэ                                                      | 8 (3)           |         |         |
| отб.т.        | Игорь Колыванов      | 06.03.1968    | Фоджа                                                         | 7 (1)           |         |         |
| 15            | Дмитрий Радченко     | 02.12.1970    | Спартак (Москва) / Расинг (Сантандер)                         | 1 (1)           | 3       | 1       |
| 9             | Олег Саленко         | 25.10.1969    | Логроньес (Логроньо)                                          | 1               | 3       | 6       |
| 22            | Сергей Юран          | 11.06.1969    | Бенфика (Лиссабон)                                            | 8 (3)           | 1       |         |

### ЧЕ-1996
Главный тренер:  Олег Романцев
| №             | Имя                 | Дата рождения | Клуб                                                   | Отб.игр(голов) | Игр     | Голов   |
| Вратари       | Вратари             | Вратари       | Вратари                                                | Вратари        | Вратари | Вратари |
| ------------- | ------------------- | ------------- | ------------------------------------------------------ | -------------- | ------- | ------- |
| 22            | Сергей Овчинников   | 10.11.1970    | Локомотив (Москва)                                     | —              |         |         |
| 12            | Станислав Черчесов  | 02.09.1963    | Динамо (Дрезден) / Спартак (Москва) / Тироль (Инсбрук) | 7 (-4)         | 2       | -5      |
| 1             | Дмитрий Харин       | 16.08.1968    | Челси (Лондон)                                         | 4 (-1)         | 1       | -3      |
| Защитники     |                     |               |                                                        |                |         |         |
| 13            | Евгений Бушманов    | 02.11.1971    | ЦСКА (Москва)                                          | —              | 1       |         |
| 20            | Сергей Горлукович   | 18.11.1961    | Байер 05 (Крефельд) / Спартак (Москва)                 | 1              | 1       |         |
| 5             | Юрий Ковтун         | 05.01.1970    | Динамо (Москва)                                        | 7              | 2       |         |
| отб.т.        | Василий Кульков     | 11.06.1966    | Бенфика (Лиссабон) / Порту / Спортинг (Лиссабон)       | 8 (4)          |         |         |
| отб.т.        | Рамиз Мамедов       | 21.08.1972    | Спартак (Москва)                                       | 2              |         |         |
| 3             | Юрий Никифоров      | 16.09.1970    | Спартак (Москва)                                       | 9 (2)          | 2       |         |
| 7             | Виктор Онопко       | 14.10.1969    | Спартак (Москва) / Реал (Овьедо)                       | 10 (1)         | 2       |         |
| отб.т.        | Дмитрий Хлестов     | 21.01.1971    | Спартак (Москва)                                       | 6              |         |         |
| 18            | Игорь Яновский      | 03.08.1974    | Алания (Владикавказ)                                   | —              | 2       |         |
| Полузащитники |                     |               |                                                        |                |         |         |
| 14            | Игорь Добровольский | 27.08.1967    | Атлетико (Мадрид) / Фортуна (Дюссельдорф)              | 4 (1)          | 1       |         |
| 8             | Андрей Канчельскис  | 23.01.1969    | Манчестер Юнайтед (Манчестер) / Эвертон (Ливерпуль)    | 6              | 2       |         |
| 6             | Валерий Карпин      | 02.02.1969    | Реал Сосьедад (Сан-Себастьян)                          | 8 (2)          | 3       |         |
| отб.т.        | Валерий Кечинов     | 05.08.1974    | Спартак (Москва)                                       | 1 (1)          |         |         |
| 10            | Александр Мостовой  | 22.08.1968    | Страсбур                                               | 5 (1)          | 3       | 1       |
| отб.т.        | Мухсин Мухамадиев   | 21.10.1966    | Спартак (Москва) / Локомотив (Нижний Новгород)         | 1 (1)          |         |         |
| отб.т.        | Андрей Пятницкий    | 27.09.1967    | Спартак (Москва)                                       | 4              |         |         |
| 19            | Владислав Радимов   | 26.11.1975    | ЦСКА (Москва)                                          | 2              | 3       |         |
| 2             | Омари Тетрадзе      | 13.10.1969    | Алания (Владикавказ)                                   | 4              | 3       | 1       |
| 21            | Дмитрий Хохлов      | 22.12.1975    | ЦСКА (Москва)                                          | —              | 2       |         |
| 4             | Илья Цымбаларь      | 17.06.1969    | Спартак (Москва)                                       | 5 (1)          | 3       | 1       |
| 15            | Игорь Шалимов       | 02.02.1969    | Дуйсбург / Лугано / Удинезе (Удине)                    | 6 (2)          | 1       |         |
| Нападающие    |                     |               |                                                        |                |         |         |
| 17            | Владимир Бесчастных | 01.04.1974    | Вердер (Бремен)                                        | 3 (2)          | 1       | 1       |
| 11            | Сергей Кирьяков     | 01.01.1970    | Карлсруэ                                               | 8 (3)          | 1       |         |
| 9             | Игорь Колыванов     | 06.03.1968    | Фоджа                                                  | 5 (5)          | 3       |         |
| отб.т.        | Владимир Лебедь     | 17.08.1973    | Спартак (Владикавказ) / ЦСКА (Москва)                  | 1              |         |         |
| отб.т.        | Николай Писарев     | 23.11.1968    | Спартак (Москва) / Мерида                              | 2 (1)          |         |         |
| отб.т.        | Дмитрий Радченко    | 02.12.1970    | Расинг (Сантандер) / Депортиво (Ла-Корунья)            | 9 (4)          |         |         |
| 16            | Игорь Симутенков    | 03.04.1972    | Реджина (Реджо-ди-Калабрия)                            | —              | 2       |         |
| отб.т.        | Дмитрий Черышев     | 11.05.1969    | Динамо (Москва)                                        | 2 (1)          |         |         |
| отб.т.        | Сергей Юран         | 11.06.1969    | Порту / Спартак (Москва)                               | 2              |         |         |

### ЧМ-1998
Главный тренер:  Борис Игнатьев
| №             | Имя                  | Дата рождения    | Клуб                                                                      | Отб.игр(голов) |         |         |
| Вратари       | Вратари              | Вратари          | Вратари                                                                   | Вратари        | Вратари | Вратари |
| ------------- | -------------------- | ---------------- | ------------------------------------------------------------------------- | -------------- | ------- | ------- |
|               | Сергей Овчинников    | 10 ноября 1970   | Локомотив (Москва) / Бенфика (Лиссабон)                                   | 7 (-5)         |         |         |
|               | Станислав Черчесов   | 2 сентября 1963  | Тироль (Инсбрук)                                                          | 4 (-2)         |         |         |
| Защитники     |                      |                  |                                                                           |                |         |         |
|               | Евгений Бушманов     | 2 ноября 1971    | ЦСКА (Москва) / Торпедо-Лужники (Москва)                                  | 2              |         |         |
|               | Юрий Ковтун          | 5 января 1970    | Динамо (Москва)                                                           | 5              |         |         |
|               | Рамиз Мамедов        | 21 августа 1972  | Спартак (Москва)                                                          | 1              |         |         |
|               | Валерий Минько       | 8 августа 1971   | ЦСКА (Москва)                                                             | 2              |         |         |
|               | Юрий Никифоров       | 16 сентября 1970 | Спортинг (Хихон)                                                          | 6 (2)          |         |         |
|               | Виктор Онопко        | 14 октября 1969  | Реал (Овьедо)                                                             | 10             |         |         |
|               | Владислав Тернавский | 2 мая 1969       | Текстильщик (Камышин) / Сатурн (Раменское) / Ростсельмаш (Ростов-на-Дону) | 1              |         |         |
|               | Ахрик Цвейба         | 10 сентября 1966 | Гамба (Осака) / Алания (Владикавказ)                                      | 4              |         |         |
|               | Игорь Чугайнов       | 6 апреля 1970    | Локомотив (Москва)                                                        | 4              |         |         |
| Полузащитники |                      |                  |                                                                           |                |         |         |
|               | Дмитрий Аленичев     | 20 октября 1972  | Спартак (Москва)                                                          | 6 (2)          |         |         |
|               | Сергей Гришин        | 18 ноября 1973   | Динамо (Москва)                                                           | 2 (1)          |         |         |
|               | Андрей Канчельскис   | 23 января 1969   | Эвертон (Ливерпуль) / Фиорентина (Флоренция)                              | 6 (1)          |         |         |
|               | Валерий Карпин       | 2 февраля 1969   | Валенсия / Сельта (Виго)                                                  | 3 (1)          |         |         |
|               | Валерий Кечинов      | 5 августа 1974   | Спартак (Москва)                                                          | 1 (1)          |         |         |
|               | Алексей Косолапов    | 17 марта 1971    | Локомотив (Москва) / Спортинг (Хихон)                                     | 4 (1)          |         |         |
|               | Александр Мостовой   | 22 августа 1968  | Сельта (Виго)                                                             | 2              |         |         |
|               | Дмитрий Попов        | 27 февраля 1967  | Компостела (Сантьяго-де-Компостела)                                       | 5              |         |         |
|               | Владислав Радимов    | 26 ноября 1975   | Реал (Сарагоса)                                                           | 8 (1)          |         |         |
|               | Сергей Семак         | 27 февраля 1976  | ЦСКА (Москва)                                                             | 1              |         |         |
|               | Омари Тетрадзе       | 13 октября 1969  | Рома (Рим)                                                                | 5              |         |         |
|               | Андрей Тихонов       | 16 октября 1970  | Спартак (Москва)                                                          | 6 (1)          |         |         |
|               | Евгений Харлачёв     | 20 января 1974   | Локомотив (Москва)                                                        | 1              |         |         |
|               | Дмитрий Хохлов       | 22 декабря 1975  | ЦСКА (Москва) / Торпедо-Лужники (Москва)                                  | 3              |         |         |
|               | Илья Цымбаларь       | 17 июня 1969     | Спартак (Москва)                                                          | 1              |         |         |
|               | Игорь Яновский       | 3 августа 1974   | Алания (Владикавказ)                                                      | 5              |         |         |
| Нападающие    |                      |                  |                                                                           |                |         |         |
|               | Владимир Бесчастных  | 1 апреля 1974    | Расинг (Сантандер)                                                        | 6 (2)          |         |         |
|               | Олег Веретенников    | 5 ноября 1970    | Ротор (Волгоград)                                                         | 1              |         |         |
|               | Алексей Герасименко  | 17 декабря 1970  | Ростсельмаш (Ростов-на-Дону)                                              | 1              |         |         |
|               | Валерий Есипов       | 4 октября 1971   | Ротор (Волгоград)                                                         | 1              |         |         |
|               | Денис Зубко          | 7 ноября 1974    | Зенит (Санкт-Петербург) / Ротор (Волгоград)                               | 1              |         |         |
|               | Анатолий Канищев     | 11 декабря 1971  | Алания (Владикавказ)                                                      | 1              |         |         |
|               | Игорь Колыванов      | 6 марта 1968     | Болонья                                                                   | 8 (3)          |         |         |
|               | Дмитрий Радченко     | 2 декабря 1970   | Райо Вальекано (Мадрид) / Мерида                                          | 2              |         |         |
|               | Игорь Симутенков     | 3 апреля 1973    | Реджана (Реджо-нель-Эмилия)                                               | 5 (2)          |         |         |
|               | Дмитрий Черышев      | 11 мая 1969      | Спортинг (Хихон)                                                          | 2              |         |         |
|               | Сергей Юран          | 11 июня 1969     | Фортуна (Дюссельдорф) / Бохум                                             | 1              |         |         |

### ЧЕ-2000
Главный тренер:  Анатолий Бышовец, с декабря 1998  Олег Романцев
| №             | Имя                 | Дата рождения    | Клуб                                               | Отб.игр(голов) |         |         |
| Вратари       | Вратари             | Вратари          | Вратари                                            | Вратари        | Вратари | Вратари |
| ------------- | ------------------- | ---------------- | -------------------------------------------------- | -------------- | ------- | ------- |
|               | Сергей Овчинников   | 10 ноября 1970   | Бенфика (Лиссабон) / Алверка (Алверка-ду-Рибатежу) | 1 (-3)         |         |         |
|               | Александр Филимонов | 15 октября 1973  | Спартак (Москва)                                   | 7 (−5)         |         |         |
|               | Дмитрий Харин       | 16 августа 1968  | Челси (Лондон) / Селтик (Глазго)                   | 1 (-2)         |         |         |
|               | Станислав Черчесов  | 2 сентября 1963  | Тироль (Инсбрук)                                   | 2 (-2)         |         |         |
| Защитники     |                     |                  |                                                    |                |         |         |
|               | Евгений Варламов    | 25 июля 1975     | ЦСКА (Москва)                                      | 5 (1)          |         |         |
|               | Вадим Евсеев        | 8 января 1976    | Торпедо (Москва) / Спартак (Москва)                | 1              |         |         |
|               | Юрий Ковтун         | 5 января 1970    | Динамо (Москва) / Спартак (Москва)                 | 2              |         |         |
|               | Валерий Минько      | 8 августа 1971   | ЦСКА (Москва)                                      | 1              |         |         |
|               | Виктор Онопко       | 14 октября 1969  | Реал (Овьедо)                                      | 10 (4)         |         |         |
|               | Дмитрий Хлестов     | 21 января 1971   | Спартак (Москва)                                   | 8              |         |         |
|               | Игорь Чугайнов      | 6 апреля 1970    | Локомотив (Москва)                                 | 1              |         |         |
| Полузащитники |                     |                  |                                                    |                |         |         |
|               | Дмитрий Аленичев    | 20 октября 1972  | Рома (Рим)                                         | 7 (1)          |         |         |
|               | Артём Безродный     | 10 февраля 1979  | Спартак (Москва)                                   | 1              |         |         |
|               | Виктор Булатов      | 22 января 1972   | Торпедо (Москва) / Спартак (Москва)                | 1              |         |         |
|               | Юрий Дроздов        | 16 января 1972   | Локомотив (Москва)                                 | 2              |         |         |
|               | Алексей Игонин      | 18 марта 1976    | Зенит (Санкт-Петербург)                            | 1              |         |         |
|               | Андрей Канчельскис  | 23 января 1969   | Рейнджерс (Глазго)                                 | 1              |         |         |
|               | Валерий Карпин      | 2 февраля 1969   | Сельта (Виго)                                      | 10 (6)         |         |         |
|               | Александр Мостовой  | 22 августа 1968  | Сельта (Виго)                                      | 4 (1)          |         |         |
|               | Сергей Семак        | 27 февраля 1976  | ЦСКА (Москва)                                      | 6              |         |         |
|               | Алексей Смертин     | 1 мая 1975       | Уралан (Элиста) / Локомотив (Москва)               | 7              |         |         |
|               | Егор Титов          | 29 мая 1976      | Спартак (Москва)                                   | 8 (1)          |         |         |
|               | Андрей Тихонов      | 16 октября 1970  | Спартак (Москва)                                   | 9              |         |         |
|               | Дмитрий Хохлов      | 22 декабря 1975  | ПСВ (Эйднховен)                                    | 7              |         |         |
|               | Илья Цымбаларь      | 17 июня 1969     | Спартак (Москва)                                   | 4 (1)          |         |         |
|               | Игорь Шалимов       | 2 февраля 1969   | Наполи (Неаполь)                                   | 1              |         |         |
|               | Игорь Яновский      | 3 августа 1974   | Пари Сен-Жермен (Париж)                            | 7 (1)          |         |         |
| Нападающие    |                     |                  |                                                    |                |         |         |
|               | Владимир Бесчастных | 1 апреля 1974    | Расинг (Сантандер)                                 | 8 (4)          |         |         |
|               | Алексей Герасименко | 17 декабря 1970  | Динамо (Киев)                                      | 1              |         |         |
|               | Игорь Колыванов     | 6 марта 1968     | Болонья                                            | 1              |         |         |
|               | Александр Панов     | 21 сентября 1975 | Зенит (Санкт-Петербург)                            | 6 (2)          |         |         |
|               | Александр Ширко     | 24 ноября 1976   | Спартак (Москва)                                   | 3              |         |         |
|               | Сергей Юран         | 11 июня 1969     | Бохум / Спартак (Москва) / Штурм (Грац)            | 1              |         |         |

### ЧМ-2002
Главный тренер:  Олег Романцев
| №             | Имя                 | Дата рождения | Клуб                                               | Отб.игр(голов) | Игр     | Голов   |
| Вратари       | Вратари             | Вратари       | Вратари                                            | Вратари        | Вратари | Вратари |
| ------------- | ------------------- | ------------- | -------------------------------------------------- | -------------- | ------- | ------- |
| 1             | Руслан Нигматуллин  | 07.10.1974    | Локомотив (Москва) / Эллас (Верона)                | 10 (-5)        | 3       | -4      |
| 23            | Александр Филимонов | 15.10.1973    | Спартак (Москва) / Динамо (Киев) / Уралан (Элиста) | —              |         |         |
| 12            | Станислав Черчесов  | 02.09.1963    | Тироль (Инсбрук)                                   | —              |         |         |
| Защитники     |                     |               |                                                    |                |         |         |
| 13            | Вячеслав Даев       | 06.09.1972    | Торпедо (Москва) / ЦСКА (Москва)                   | 2              |         |         |
| отб.т.        | Юрий Дроздов        | 16.01.1972    | Локомотив (Москва)                                 | 5              |         |         |
| 2             | Юрий Ковтун         | 05.01.1970    | Спартак (Москва)                                   | 8 (1)          | 3       |         |
| 3             | Юрий Никифоров      | 16.09.1970    | ПСВ (Эйндховен)                                    | 4              | 3       |         |
| 7             | Виктор Онопко       | 14.10.1969    | Реал (Овьедо)                                      | 10             | 3       |         |
| 18            | Дмитрий Сенников    | 24.06.1976    | Локомотив (Москва)                                 | —              | 1       |         |
| 5             | Андрей Соломатин    | 09.09.1975    | Локомотив (Москва) / ЦСКА (Москва)                 | —              | 2       |         |
| отб.т.        | Дмитрий Хлестов     | 21.01.1971    | Бешикташ (Стамбул)                                 | 2              |         |         |
| 14            | Игорь Чугайнов      | 06.04.1970    | Локомотив (Москва) / Уралан (Элиста)               | 5              |         |         |
| Полузащитники |                     |               |                                                    |                |         |         |
| 15            | Дмитрий Аленичев    | 20.10.1972    | Перуджа / Порту                                    | 8 (1)          | 2       |         |
| отб.т.        | Ролан Гусев         | 17.09.1977    | Динамо (Москва) / ЦСКА (Москва)                    | 5              |         |         |
| 20            | Марат Измайлов      | 21.09.1982    | Локомотив (Москва)                                 | 3              | 2       |         |
| 8             | Валерий Карпин      | 02.02.1969    | Сельта (Виго)                                      | 8              | 3       | 1       |
| отб.т.        | Андрей Каряка       | 01.04.1978    | Крылья Советов (Самара)                            | 1              |         |         |
| 10            | Александр Мостовой  | 22.08.1968    | Сельта (Виго)                                      | 7 (1)          |         |         |
| 17            | Сергей Семак        | 27.02.1976    | ЦСКА (Москва)                                      | 7 (1)          |         |         |
| 6             | Игорь Семшов        | 06.04.1978    | Торпедо (Москва)                                   | —              | 2       |         |
| 4             | Алексей Смертин     | 01.05.1975    | Бордо                                              | 6              | 3       |         |
| отб.т.        | Омари Тетрадзе      | 13.10.1969    | ПАОК (Салоники)                                    | 4              |         |         |
| 9             | Егор Титов          | 29.05.1976    | Спартак (Москва)                                   | 10 (3)         | 3       | 1       |
| 21            | Дмитрий Хохлов      | 22.12.1975    | Реал Сосьедад (Сан-Себастьян)                      | 9 (2)          | 3       |         |
| Нападающие    |                     |               |                                                    |                |         |         |
| 11            | Владимир Бесчастных | 01.04.1974    | Расинг (Сантандер) / Спартак (Москва)              | 10 (7)         | 3       | 1       |
| отб.т.        | Максим Бузникин     | 01.03.1977    | Сатурн (Раменское) / Локомотив (Москва)            | 4 (1)          |         |         |
| 16            | Александр Кержаков  | 27.11.1982    | Зенит (Санкт-Петербург)                            | —              | 1       |         |
| отб.т.        | Александр Панов     | 21.09.1975    | Сент-Этьенн / Лозанна / Динамо (Москва)            | 1              |         |         |
| 19            | Руслан Пименов      | 25.11.1981    | Локомотив (Москва)                                 | —              | 2       |         |
| отб.т.        | Денис Попов         | 04.02.1979    | Черноморец (Новороссийск) / ЦСКА (Москва)          | 1              |         |         |
| 22            | Дмитрий Сычёв       | 26.10.1983    | Спартак (Тамбов) / Спартак (Москва)                | —              | 3       | 1       |
| отб.т.        | Андрей Федьков      | 04.07.1971    | Сокол (Саратов)                                    | 2              |         |         |
| отб.т.        | Александр Ширко     | 24.11.1976    | Спартак (Москва) / Торпедо (Москва)                | 2 (1)          |         |         |

### ЧЕ-2004
Главный тренер:  Валерий Газзаев, с августа 2003  Георгий Ярцев
| №             | Имя                  | Дата рождения | Клуб                                                                | Отб.игр(голов) | Игр     | Голов   |
| Вратари       | Вратари              | Вратари       | Вратари                                                             | Вратари        | Вратари | Вратари |
| ------------- | -------------------- | ------------- | ------------------------------------------------------------------- | -------------- | ------- | ------- |
| 23            | Игорь Акинфеев       | 08.04.1986    | ЦСКА (Москва)                                                       | —              |         |         |
| 12            | Вячеслав Малафеев    | 04.03.1979    | Зенит (Санкт-Петербург)                                             | 1              | 2       | -2      |
| отб.т.        | Вениамин Мандрыкин   | 30.08.1980    | ЦСКА (Москва)                                                       | 1 (-1)         |         |         |
| 1             | Сергей Овчинников    | 10.11.1970    | Локомотив (Москва)                                                  | 8 (-11)        | 2       | -2      |
| Защитники     |                      |               |                                                                     |                |         |         |
| 14            | Александр Анюков     | 28.09.1982    | Крылья Советов (Самара)                                             | —              | 1       |         |
| отб.т.        | Алексей Березуцкий   | 20.06.1982    | ЦСКА (Москва)                                                       | 1              |         |         |
| отб.т.        | Василий Березуцкий   | 20.06.1982    | ЦСКА (Москва)                                                       | 1              |         |         |
| 21            | Алексей Бугаев       | 25.08.1981    | Томь (Томск) / Торпедо (Москва)                                     | —              | 2       |         |
| 16            | Вадим Евсеев         | 08.01.1976    | Локомотив (Москва)                                                  | 5 (1)          | 3       |         |
| отб.т.        | Денис Евсиков        | 19.02.1981    | ЦСКА (Москва) / Локомотив (Москва)                                  | 2              |         |         |
| отб.т.        | Сергей Игнашевич     | 14.07.1979    | Локомотив (Москва) / ЦСКА (Москва)                                  | 10 (3)         |         |         |
| отб.т.        | Юрий Ковтун          | 05.01.1970    | Спартак (Москва)                                                    | 1              |         |         |
| отб.т.        | Геннадий Нижегородов | 07.06.1977    | Локомотив (Москва)                                                  | 4              |         |         |
| отб.т.        | Виктор Онопко        | 14.10.1969    | Райо Вальекано (Мадрид) / Алания (Владикавказ) / Сатурн (Раменское) | 8 (1)          |         |         |
| 17            | Дмитрий Сенников     | 24.06.1976    | Локомотив (Москва)                                                  | 5              | 3       |         |
| отб.т.        | Андрей Соломатин     | 09.09.1975    | ЦСКА (Москва) / Кубань (Краснодар)                                  | 3              |         |         |
| 13            | Роман Шаронов        | 08.02.1976    | Рубин (Казань)                                                      | —              | 2       |         |
| отб.т.        | Игорь Яновский       | 03.08.1974    | ЦСКА (Москва) / Алания (Владикавказ)                                | 4              |         |         |
| Полузащитники |                      |               |                                                                     |                |         |         |
| 15            | Дмитрий Аленичев     | 20.10.1972    | Порту                                                               | 4              | 3       |         |
| 22            | Евгений Алдонин      | 22.01.1980    | Ротор (Волгоград) / ЦСКА (Москва)                                   | 7              | 2       |         |
| 19            | Владимир Быстров     | 31.01.1984    | Зенит (Санкт-Петербург)                                             | —              | 1       |         |
| отб.т.        | Пётр Быстров         | 15.07.1979    | Сатурн (Раменское)                                                  | 1              |         |         |
| 8             | Ролан Гусев          | 17.09.1977    | ЦСКА (Москва)                                                       | 9              | 2       |         |
| отб.т.        | Валерий Есипов       | 04.10.1971    | Ротор (Волгоград)                                                   | 1              |         |         |
| 7             | Марат Измайлов       | 21.09.1982    | Локомотив (Москва)                                                  | 4              | 2       |         |
| 5             | Андрей Каряка        | 01.04.1978    | Крылья Советов (Самара)                                             | 7 (2)          | 3       |         |
| 20            | Дмитрий Лоськов      | 12.02.1974    | Локомотив (Москва)                                                  | 4              | 1       |         |
| 10            | Александр Мостовой   | 22.08.1968    | Сельта (Виго)                                                       | 4 (1)          | 1       |         |
| 2             | Владислав Радимов    | 26.11.1975    | Крылья Советов (Самара) / Зенит (Санкт-Петербург)                   | 2              | 2       |         |
| отб.т.        | Сергей Семак         | 27.02.1976    | ЦСКА (Москва)                                                       | 5 (2)          |         |         |
| 6             | Игорь Семшов         | 06.04.1978    | Торпедо (Москва)                                                    | —              | 1       |         |
| 4             | Алексей Смертин      | 01.05.1975    | Бордо / Портсмут                                                    | 8              | 2       |         |
| отб.т.        | Егор Титов           | 29.05.1976    | Спартак (Москва)                                                    | 3 (1)          |         |         |
| отб.т.        | Александр Точилин    | 27.04.1974    | Динамо (Москва)                                                     | 1              |         |         |
| отб.т.        | Дмитрий Хохлов       | 22.12.1975    | Реал Сосьедад (Сан-Себастьян) / Локомотив (Москва)                  | 1              |         |         |
| Нападающие    |                      |               |                                                                     |                |         |         |
| отб.т.        | Владимир Бесчастных  | 01.04.1974    | Спартак (Москва) / Фенербахче (Стамбул)                             | 2 (1)          |         |         |
| 9             | Дмитрий Булыкин      | 20.11.1979    | Динамо (Москва)                                                     | 5 (4)          | 3       | 1       |
| 11            | Александр Кержаков   | 27.11.1982    | Зенит (Санкт-Петербург)                                             | 7 (2)          | 1       |         |
| 18            | Дмитрий Кириченко    | 17.01.1977    | ЦСКА (Москва)                                                       | —              | 1       | 1       |
| отб.т.        | Денис Попов          | 04.02.1979    | ЦСКА (Москва)                                                       | 2              |         |         |
| 3             | Дмитрий Сычёв        | 26.10.1983    | Олимпик (Марсель) / Локомотив (Москва)                              | 5 (1)          | 2       |         |

### ЧМ-2006
Главный тренер:  Георгий Ярцев, с апреля 2005  Юрий Сёмин
| №             | Имя                 | Дата рождения    | Клуб                                              | Отб.игр(голов) |         |         |
| Вратари       | Вратари             | Вратари          | Вратари                                           | Вратари        | Вратари | Вратари |
| ------------- | ------------------- | ---------------- | ------------------------------------------------- | -------------- | ------- | ------- |
|               | Игорь Акинфеев      | 8 апреля 1986    | ЦСКА (Москва)                                     | 6 (−2)         |         |         |
|               | Вячеслав Малафеев   | 4 марта 1979     | Зенит (Санкт-Петербург)                           | 6 (-10)        |         |         |
| Защитники     |                     |                  |                                                   |                |         |         |
|               | Александр Анюков    | 28 сентября 1982 | Крылья Советов (Самара) / Зенит (Санкт-Петербург) | 8              |         |         |
|               | Алексей Березуцкий  | 20 июня 1982     | ЦСКА (Москва)                                     | 9              |         |         |
|               | Василий Березуцкий  | 20 июня 1982     | ЦСКА (Москва)                                     | 7              |         |         |
|               | Алексей Бугаев      | 25 августа 1981  | Торпедо (Москва) / Локомотив (Москва)             | 3              |         |         |
|               | Вадим Евсеев        | 8 января 1976    | Локомотив (Москва)                                | 6              |         |         |
|               | Сергей Игнашевич    | 14 июля 1979     | ЦСКА (Москва)                                     | 7              |         |         |
|               | Денис Колодин       | 11 января 1982   | Крылья Советов (Самара) / Динамо (Москва)         | 2              |         |         |
|               | Дмитрий Сенников    | 24 июня 1976     | Локомотив (Москва)                                | 7              |         |         |
|               | Роман Шаронов       | 8 сентября 1976  | Рубин (Казань) / Терек (Грозный)                  | 1              |         |         |
| Полузащитники |                     |                  |                                                   |                |         |         |
|               | Дмитрий Аленичев    | 20 октября 1972  | Спартак (Москва)                                  | 1              |         |         |
|               | Евгений Алдонин     | 22 января 1980   | ЦСКА (Москва)                                     | 7              |         |         |
|               | Динияр Билялетдинов | 27 февраля 1985  | Локомотив (Москва)                                | 4              |         |         |
|               | Денис Бояринцев     | 6 февраля 1978   | Рубин (Казань) / Спартак (Москва)                 | 3              |         |         |
|               | Владимир Быстров    | 31 января 1984   | Зенит (Санкт-Петербург) / Спартак (Москва)        | 4              |         |         |
|               | Ролан Гусев         | 17 сентября 1977 | ЦСКА (Москва)                                     | 4              |         |         |
|               | Юрий Жирков         | 20 августа 1983  | ЦСКА (Москва)                                     | 2              |         |         |
|               | Марат Измайлов      | 21 сентября 1982 | Локомотив (Москва)                                | 7 (2)          |         |         |
|               | Любомир Кантонистов | 11 августа 1978  | Кубань (Краснодар)                                | 1              |         |         |
|               | Андрей Каряка       | 1 апреля 1978    | Крылья Советов (Самара) / Бенфика (Лиссабон)      | 5 (2)          |         |         |
|               | Дмитрий Лоськов     | 12 февраля 1974  | Локомотив (Москва)                                | 6 (2)          |         |         |
|               | Сергей Семак        | 27 февраля 1976  | ЦСКА (Москва) / Пари Сен-Жермен (Париж)           | 3              |         |         |
|               | Игорь Семшов        | 6 апреля 1978    | Торпедо (Москва)                                  | 4              |         |         |
|               | Алексей Смертин     | 1 мая 1975       | Челси (Лондон) / Чарльтон Атлетик (Лондон)        | 9              |         |         |
|               | Егор Титов          | 29 мая 1976      | Спартак (Москва)                                  | 1              |         |         |
|               | Дмитрий Хохлов      | 22 декабря 1975  | Локомотив (Москва)                                | 5              |         |         |
| Нападающие    |                     |                  |                                                   |                |         |         |
|               | Андрей Аршавин      | 29 мая 1981      | Зенит (Санкт-Петербург)                           | 10 (5)         |         |         |
|               | Дмитрий Булыкин     | 20 ноября 1979   | Динамо (Москва)                                   | 3 (1)          |         |         |
|               | Александр Кержаков  | 27 ноября 1982   | Зенит (Санкт-Петербург)                           | 10 (4)         |         |         |
|               | Дмитрий Кириченко   | 17 января 1977   | ЦСКА (Москва) / Москва                            | 6 (2)          |         |         |
|               | Роман Павлюченко    | 15 декабря 1981  | Спартак (Москва)                                  | 3 (1)          |         |         |
|               | Дмитрий Сычёв       | 26 октября 1983  | Локомотив (Москва)                                | 5 (4)          |         |         |

### ЧЕ-2008
Главный тренер:  Гус Хиддинк
| №             | Имя                 | Дата рождения    | Клуб                                                | Отб.игр(голов) | Игр     | Голов   |
| Вратари       | Вратари             | Вратари          | Вратари                                             | Вратари        | Вратари | Вратари |
| ------------- | ------------------- | ---------------- | --------------------------------------------------- | -------------- | ------- | ------- |
| 1             | Игорь Акинфеев      | 8 апреля 1986    | ЦСКА (Москва)                                       | 5 (−1)         | 5       | -8      |
| 12            | Владимир Габулов    | 19 октября 1983  | ЦСКА (Москва) / Кубань (Краснодар) / Амкар (Пермь)  | 4 (−3)         |         |         |
| 16            | Вячеслав Малафеев   | 4 марта 1979     | Зенит (Санкт-Петербург)                             | 4 (−3)         |         |         |
| Защитники     |                     |                  |                                                     |                |         |         |
| 22            | Александр Анюков    | 28 сентября 1982 | Зенит (Санкт-Петербург)                             | 11             | 5       |         |
| 5             | Алексей Березуцкий  | 20 июня 1982     | ЦСКА (Москва)                                       | 11             |         |         |
| 2             | Василий Березуцкий  | 20 июня 1982     | ЦСКА (Москва)                                       | 10 (1)         | 2       |         |
| 4             | Сергей Игнашевич    | 14 июля 1979     | ЦСКА (Москва)                                       | 10             | 4       |         |
| 8             | Денис Колодин       | 11 января 1982   | Динамо (Москва)                                     | 4              | 4       |         |
| отб.т.        | Роман Шишкин        | 27 января 1987   | Спартак (Москва)                                    | 1              |         |         |
| 3             | Ренат Янбаев        | 7 апреля 1984    | Кубань (Краснодар) / Локомотив (Москва)             | —              |         |         |
| Полузащитники |                     |                  |                                                     |                |         |         |
| отб.т.        | Евгений Алдонин     | 22 января 1980   | ЦСКА (Москва)                                       | 3              |         |         |
| 15            | Динияр Билялетдинов | 27 февраля 1985  | Локомотив (Москва)                                  | 10 (1)         | 5       |         |
| отб.т.        | Виктор Будянский    | 12 января 1984   | Асколи (Асколи-Пичено) / Удинезе (Удине)            | 2              |         |         |
| 23            | Владимир Быстров    | 31 января 1984   | Спартак (Москва)                                    | 7 (1)          | 2       |         |
| 18            | Юрий Жирков         | 20 августа 1983  | ЦСКА (Москва)                                       | 9              | 5       |         |
| 17            | Константин Зырянов  | 5 октября 1977   | Торпедо (Москва) / Зенит (Санкт-Петербург)          | 7              | 5       | 1       |
| 13            | Олег Иванов         | 4 августа 1986   | Кубань (Краснодар) / Крылья Советов (Самара)        | —              |         |         |
| отб.т.        | Марат Измайлов      | 21 сентября 1982 | Локомотив (Москва) / Спортинг (Лиссабон)            | 2              |         |         |
| 11            | Сергей Семак        | 26 февраля 1976  | Москва / Рубин (Казань)                             | —              | 5       |         |
| 20            | Игорь Семшов        | 6 апреля 1978    | Динамо (Москва)                                     | 9              | 5       |         |
| отб.т.        | Алексей Смертин     | 1 мая 1975       | Динамо (Москва) / Фулхэм (Лондон)                   | 1              |         |         |
| отб.т.        | Егор Титов          | 29 мая 1976      | Спартак (Москва)                                    | 2              |         |         |
| 7             | Дмитрий Торбинский  | 28 апреля 1984   | Спартак (Москва) / Локомотив (Москва)               | 6              | 3       | 1       |
| 14            | Роман Широков       | 6 июля 1981      | Истра / Химки / Зенит (Санкт-Петербург)             | —              | 1       |         |
| Нападающие    |                     |                  |                                                     |                |         |         |
| 6             | Роман Адамов        | 21 июня 1982     | Москва                                              | —              | 1       |         |
| 10            | Андрей Аршавин      | 29 мая 1981      | Зенит (Санкт-Петербург)                             | 12 (3)         | 3       | 2       |
| отб.т.        | Александр Кержаков  | 27 ноября 1982   | Зенит (Санкт-Петербург) / Севилья / Динамо (Москва) | 9 (6)          |         |         |
| 19            | Роман Павлюченко    | 15 декабря 1981  | Спартак (Москва)                                    | 6 (2)          | 5       | 3       |
| отб.т.        | Павел Погребняк     | 8 ноября 1983    | Томь (Томск) / Зенит (Санкт-Петербург)              | 5 (1)          |         |         |
| 9             | Иван Саенко         | 17 октября 1983  | Нюрнберг                                            | 3              | 4       |         |
| 21            | Дмитрий Сычёв       | 26 октября 1983  | Локомотив (Москва)                                  | 9 (3)          | 3       |         |

### ЧМ-2010
Главный тренер:  Гус Хиддинк
| №             | Имя                 | Дата рождения    | Клуб                                       | Отб.игр(голов) |         |         |
| Вратари       | Вратари             | Вратари          | Вратари                                    | Вратари        | Вратари | Вратари |
| ------------- | ------------------- | ---------------- | ------------------------------------------ | -------------- | ------- | ------- |
|               | Игорь Акинфеев      | 8 апреля 1986    | ЦСКА (Москва)                              | 12 (−8)        |         |         |
| Защитники     |                     |                  |                                            |                |         |         |
|               | Александр Анюков    | 28 сентября 1982 | Зенит (Санкт-Петербург)                    | 10             |         |         |
|               | Алексей Березуцкий  | 20 июня 1982     | ЦСКА (Москва)                              | 2              |         |         |
|               | Василий Березуцкий  | 20 июня 1982     | ЦСКА (Москва)                              | 10 (1)         |         |         |
|               | Сергей Игнашевич    | 14 июля 1979     | ЦСКА (Москва)                              | 12 (1)         |         |         |
|               | Денис Колодин       | 11 января 1982   | Динамо (Москва)                            | 2              |         |         |
|               | Ренат Янбаев        | 7 апреля 1984    | Локомотив (Москва)                         | 4              |         |         |
| Полузащитники |                     |                  |                                            |                |         |         |
|               | Динияр Билялетдинов | 27 февраля 1985  | Локомотив (Москва) / Эвертон (Ливерпуль)   | 4 (2)          |         |         |
|               | Владимир Быстров    | 31 января 1984   | Спартак (Москва) / Зенит (Санкт-Петербург) | 7              |         |         |
|               | Игорь Денисов       | 17 мая 1984      | Зенит (Санкт-Петербург)                    | 10             |         |         |
|               | Алан Дзагоев        | 17 июня 1990     | ЦСКА (Москва)                              | 4              |         |         |
|               | Юрий Жирков         | 20 августа 1983  | ЦСКА (Москва) / Челси (Лондон)             | 9              |         |         |
|               | Константин Зырянов  | 5 октября 1977   | Зенит (Санкт-Петербург)                    | 11 (3)         |         |         |
|               | Алексей Ребко       | 23 апреля 1986   | Москва                                     | 3              |         |         |
|               | Иван Саенко         | 17 октября 1983  | Спартак (Москва)                           | 2              |         |         |
|               | Сергей Семак        | 26 февраля 1976  | Рубин (Казань)                             | 11             |         |         |
|               | Игорь Семшов        | 6 апреля 1978    | Динамо (Москва) / Зенит (Санкт-Петербург)  | 8 (1)          |         |         |
|               | Дмитрий Торбинский  | 28 апреля 1984   | Локомотив (Москва)                         | 4              |         |         |
| Нападающие    |                     |                  |                                            |                |         |         |
|               | Андрей Аршавин      | 29 мая 1981      | Зенит (Санкт-Петербург) / Арсенал (Лондон) | 11 (3)         |         |         |
|               | Александр Бухаров   | 12 марта 1985    | Рубин (Казань)                             | 1              |         |         |
|               | Александр Кержаков  | 27 ноября 1982   | Динамо (Москва)                            | 5 (2)          |         |         |
|               | Роман Павлюченко    | 15 декабря 1981  | Тоттенхэм Хотспур (Лондон)                 | 9 (5)          |         |         |
|               | Павел Погребняк     | 8 ноября 1983    | Зенит (Санкт-Петербург) / Штутгарт         | 7 (1)          |         |         |
|               | Дмитрий Сычёв       | 26 октября 1983  | Локомотив (Москва)                         | 2              |         |         |

### ЧЕ-2012
Главный тренер:  Дик Адвокат
| №             | Имя                 | Дата рождения    | Клуб                                            | Отб.игр(голов) | Игр     | Голов   |
| Вратари       | Вратари             | Вратари          | Вратари                                         | Вратари        | Вратари | Вратари |
| ------------- | ------------------- | ---------------- | ----------------------------------------------- | -------------- | ------- | ------- |
| 1             | Игорь Акинфеев      | 8 апреля 1986    | ЦСКА (Москва)                                   | 6 (−4)         |         |         |
| 16            | Вячеслав Малафеев   | 4 марта 1979     | Зенит (Санкт-Петербург)                         | 4              | 3       | −3      |
| 13            | Антон Шунин         | 27 января 1987   | Динамо (Москва)                                 | —              |         |         |
| Защитники     |                     |                  |                                                 |                |         |         |
| 2             | Александр Анюков    | 28 сентября 1982 | Зенит (Санкт-Петербург)                         | 8              | 3       |         |
| 12            | Алексей Березуцкий  | 20 июня 1982     | ЦСКА (Москва)                                   | 6              | 3       |         |
| отб.т.        | Василий Березуцкий  | 20 июня 1982     | ЦСКА (Москва)                                   | 10             |         |         |
| 19            | Владимир Гранат     | 22 мая 1987      | Динамо (Москва)                                 | —              |         |         |
| 4             | Сергей Игнашевич    | 14 июля 1979     | ЦСКА (Москва)                                   | 9 (1)          | 3       |         |
| 21            | Кирилл Набабкин     | 8 сентября 1986  | ЦСКА (Москва)                                   | —              |         |         |
| 3             | Роман Шаронов       | 8 сентября 1976  | Рубин (Казань)                                  | —              |         |         |
| отб.т.        | Роман Шишкин        | 27 января 1987   | Локомотив (Москва)                              | 2              |         |         |
| отб.т.        | Ренат Янбаев        | 7 апреля 1984    | Локомотив (Москва)                              | 1              |         |         |
| Полузащитники |                     |                  |                                                 |                |         |         |
| отб.т.        | Динияр Билялетдинов | 27 февраля 1985  | Эвертон (Ливерпуль) / Спартак (Москва)          | 5 (1)          |         |         |
| отб.т.        | Владимир Быстров    | 31 января 1984   | Зенит (Санкт-Петербург)                         | 3              |         |         |
| 22            | Денис Глушаков      | 27 января 1987   | Локомотив (Москва)                              | 3 (1)          | 1       |         |
| 7             | Игорь Денисов       | 17 мая 1984      | Зенит (Санкт-Петербург)                         | 7              | 3       |         |
| 17            | Алан Дзагоев        | 17 июня 1990     | ЦСКА (Москва)                                   | 8 (4)          | 3       | 3       |
| 5             | Юрий Жирков         | 20 августа 1983  | Челси (Лондон) / Анжи (Махачкала)               | 8              | 3       |         |
| 8             | Константин Зырянов  | 5 октября 1977   | Зенит (Санкт-Петербург)                         | 9              | 2       |         |
| 9             | Марат Измайлов      | 21 сентября 1982 | Спортинг (Лиссабон)                             | —              | 2       |         |
| 15            | Дмитрий Комбаров    | 22 января 1987   | Спартак (Москва)                                | —              |         |         |
| отб.т.        | Александр Самедов   | 19 июня 1984     | Динамо (Москва)                                 | 2              |         |         |
| 23            | Игорь Семшов        | 6 апреля 1978    | Динамо (Москва)                                 | 6 (1)          |         |         |
| отб.т.        | Дмитрий Торбинский  | 28 апреля 1984   | Локомотив (Москва)                              | 2              |         |         |
| 6             | Роман Широков       | 6 июля 1981      | Зенит (Санкт-Петербург)                         | 8 (1)          | 3       | 1       |
| Нападающие    |                     |                  |                                                 |                |         |         |
| 10            | Андрей Аршавин      | 29 мая 1981      | Арсенал (Лондон) / Зенит (Санкт-Петербург)      | 10             | 3       |         |
| 11            | Александр Кержаков  | 27 ноября 1982   | Зенит (Санкт-Петербург)                         | 5 (2)          | 3       |         |
| 18            | Александр Кокорин   | 19 марта 1991    | Динамо (Москва)                                 | —              | 1       |         |
| 14            | Роман Павлюченко    | 15 декабря 1981  | Тоттенхэм Хотспур (Лондон) / Локомотив (Москва) | 7 (4)          | 3       | 1       |
| 20            | Павел Погребняк     | 8 ноября 1983    | Штутгарт / Фулхэм (Лондон)                      | 7 (2)          | 1       |         |

### ЧМ-2014
Главный тренер:  Фабио Капелло
| №             | Имя                | Дата рождения    | Клуб                                                         | Отб.игр(голов) | Игр     | Голов   |
| Вратари       | Вратари            | Вратари          | Вратари                                                      | Вратари        | Вратари | Вратари |
| ------------- | ------------------ | ---------------- | ------------------------------------------------------------ | -------------- | ------- | ------- |
| 1             | Игорь Акинфеев     | 8 апреля 1986    | ЦСКА (Москва)                                                | 10 (−5)        | 3       | −3      |
| 12            | Юрий Лодыгин       | 26 мая 1990      | Шкода (Ксанти) / Зенит (Санкт-Петербург)                     | —              |         |         |
| 16            | Сергей Рыжиков     | 19 сентября 1980 | Рубин (Казань)                                               | —              |         |         |
| Защитники     |                    |                  |                                                              |                |         |         |
| отб.т.        | Александр Анюков   | 28 сентября 1982 | Зенит (Санкт-Петербург)                                      | 5              |         |         |
| 14            | Василий Березуцкий | 20 июня 1982     | ЦСКА (Москва)                                                | 9 (1)          | 3       |         |
| 13            | Владимир Гранат    | 22 мая 1987      | Динамо (Москва)                                              | 2              |         |         |
| 22            | Андрей Ещенко      | 9 февраля 1984   | Локомотив (Москва) / Анжи (Махачкала)                        | 3              | 2       |         |
| 4             | Сергей Игнашевич   | 14 июля 1979     | ЦСКА (Москва)                                                | 9              | 3       |         |
| 2             | Алексей Козлов     | 25 декабря 1986  | Кубань (Краснодар) / Динамо (Москва)                         | 5              | 2       |         |
| 5             | Андрей Семёнов     | 24 марта 1989    | Амкар (Пермь) / Терек (Грозный)                              | —              |         |         |
| 3             | Георгий Щенников   | 27 апреля 1991   | ЦСКА (Москва)                                                | 1              |         |         |
| Полузащитники |                    |                  |                                                              |                |         |         |
| отб.т.        | Владимир Быстров   | 31 января 1984   | Зенит (Санкт-Петербург) / Анжи (Махачкала)                   | 9              |         |         |
| 8             | Денис Глушаков     | 27 января 1987   | Локомотив (Москва) / Спартак (Москва)                        | 8 (2)          | 3       |         |
| 7             | Игорь Денисов      | 17 мая 1984      | Зенит (Санкт-Петербург) / Анжи (Махачкала) / Динамо (Москва) | 8              | 2       |         |
| 10            | Алан Дзагоев       | 17 июня 1990     | ЦСКА (Москва)                                                | 4              | 3       |         |
| 18            | Юрий Жирков        | 20 августа 1983  | Анжи (Махачкала) / Динамо (Москва)                           | 2              | 1       |         |
| 21            | Алексей Ионов      | 18 февраля 1989  | Кубань (Краснодар) / Анжи (Махачкала) / Динамо (Москва)      | 1              |         |         |
| 23            | Дмитрий Комбаров   | 22 января 1987   | Спартак (Москва)                                             | 10             | 3       |         |
| отб.т.        | Павел Мамаев       | 17 сентября 1988 | ЦСКА (Москва) / Краснодар                                    | 1              |         |         |
| 15            | Павел Могилевец    | 25 января 1993   | Зенит (Санкт-Петербург) / Рубин (Казань)                     | —              |         |         |
| отб.т.        | Александр Рязанцев | 5 сентября 1986  | Рубин (Казань) / Зенит (Санкт-Петербург)                     | 1              |         |         |
| 19            | Александр Самедов  | 19 июля 1984     | Локомотив (Москва)                                           | 8 (2)          | 3       |         |
| 20            | Виктор Файзулин    | 22 апреля 1986   | Зенит (Санкт-Петербург)                                      | 10 (3)         | 3       |         |
| отб.т.        | Денис Черышев      | 26 декабря 1990  | Реал (Мадрид) / Севилья                                      | 1              |         |         |
| 17            | Олег Шатов         | 29 июля 1990     | Анжи (Махачкала) / Зенит (Санкт-Петербург)                   | 1              | 3       |         |
| отб.т.        | Роман Широков      | 6 июля 1981      | Зенит (Санкт-Петербург) / Краснодар                          | 10 (3)         |         |         |
| Нападающие    |                    |                  |                                                              |                |         |         |
| отб.т.        | Артём Дзюба        | 22 августа 1988  | Спартак (Москва) / Ростов (Ростов-на-Дону)                   | 1              |         |         |
| 6             | Максим Канунников  | 14 июля 1991     | Зенит (Санкт-Петербург) / Амкар (Пермь)                      | —              | 2       |         |
| 11            | Александр Кержаков | 27 ноября 1982   | Зенит (Санкт-Петербург)                                      | 10 (5)         | 3       | 1       |
| 9             | Александр Кокорин  | 19 марта 1991    | Анжи (Махачкала) / Динамо (Москва)                           | 8 (4)          | 3       | 1       |
| отб.т.        | Фёдор Смолов       | 9 февраля 1990   | Динамо (Москва) / Анжи (Махачкала)                           | 1              |         |         |

### ЧЕ-2016
Главный тренер:  Фабио Капелло, с августа 2015  Леонид Слуцкий
| №             | Имя                     | Дата рождения    | Клуб                                                                 | Отб.игр(голов) | Игр     | Голов   |
| Вратари       | Вратари                 | Вратари          | Вратари                                                              | Вратари        | Вратари | Вратари |
| ------------- | ----------------------- | ---------------- | -------------------------------------------------------------------- | -------------- | ------- | ------- |
| 1             | Игорь Акинфеев          | 8 апреля 1986    | ЦСКА (Москва)                                                        | 10 (−5)        | 3       | −6      |
| 16            | Гильерме Алвин Маринато | 12 декабря 1985  | Локомотив (Москва)                                                   | —              |         |         |
| 12            | Юрий Лодыгин            | 26 мая 1990      | Зенит (Санкт-Петербург)                                              | 2              |         |         |
| Защитники     |                         |                  |                                                                      |                |         |         |
| 6             | Алексей Березуцкий      | 20 июня 1982     | ЦСКА (Москва)                                                        | 3              | 1       |         |
| 14            | Василий Березуцкий      | 20 июня 1982     | ЦСКА (Москва)                                                        | 8              | 3       | 1       |
| отб.т.        | Владимир Гранат         | 22 мая 1987      | Динамо (Москва) / Ростов (Ростов-на-Дону) / Спартак (Москва)         | 2              |         |         |
| 4             | Сергей Игнашевич        | 14 июля 1979     | ЦСКА (Москва)                                                        | 9 (1)          | 3       |         |
| отб.т.        | Олег Кузьмин            | 9 мая 1981       | Рубин (Казань)                                                       | 3 (1)          |         |         |
| отб.т.        | Иван Новосельцев        | 25 августа 1991  | Торпедо (Москва) / Ростов (Ростов-на-Дону)                           | 1              |         |         |
| 5             | Роман Нойштедтер        | 18 февраля 1988  | Шальке 04 (Гельзенкирхен)                                            | —              | 2       |         |
| отб.т.        | Сергей Паршивлюк        | 18 марта 1989    | Спартак (Москва)                                                     | 2              |         |         |
| 3             | Игорь Смольников        | 8 августа 1988   | Зенит (Санкт-Петербург)                                              | 7              | 3       |         |
| отб.т.        | Никита Чернов           | 14 января 1996   | ЦСКА (Москва) / Балтика (Калининград)                                | 1              |         |         |
| 2             | Роман Шишкин            | 27 января 1987   | Локомотив (Москва)                                                   | —              |         |         |
| 21            | Георгий Щенников        | 27 апреля 1991   | ЦСКА (Москва)                                                        | 1              | 2       |         |
| Полузащитники |                         |                  |                                                                      |                |         |         |
| 8             | Денис Глушаков          | 27 января 1987   | Спартак (Москва)                                                     | 7              | 3       | 1       |
| 13            | Александр Головин       | 30 мая 1996      | ЦСКА (Москва)                                                        | —              | 3       |         |
| отб.т.        | Максим Григорьев        | 6 июля 1990      | Ростов (Ростов-на-Дону) / Локомотив (Москва)                         | 1              |         |         |
| отб.т.        | Игорь Денисов           | 17 мая 1984      | Динамо (Москва)                                                      | 5              |         |         |
| отб.т.        | Алан Дзагоев            | 17 июня 1990     | ЦСКА (Москва)                                                        | 8 (1)          |         |         |
| отб.т.        | Юрий Жирков             | 20 августа 1983  | Динамо (Москва) / Зенит (Санкт-Петербург)                            | 3              |         |         |
| 18            | Олег Иванов             | 4 августа 1986   | Терек (Грозный)                                                      | 1              |         |         |
| отб.т.        | Алексей Ионов           | 18 февраля 1989  | Динамо (Москва)                                                      | 3              |         |         |
| 23            | Дмитрий Комбаров        | 22 января 1987   | Спартак (Москва)                                                     | 8 (1)          | 1       |         |
| 11            | Павел Мамаев            | 17 сентября 1988 | Краснодар                                                            | 3              | 3       |         |
| отб.т.        | Алексей Миранчук        | 17 октября 1995  | Локомотив (Москва)                                                   | 1              |         |         |
| отб.т.        | Магомед Оздоев          | 5 ноября 1992    | Рубин (Казань)                                                       | 2              |         |         |
| 19            | Александр Самедов       | 19 июля 1984     | Локомотив (Москва)                                                   | 2              | 1       |         |
| 20            | Дмитрий Торбинский      | 28 апреля 1984   | Ростов (Ростов-на-Дону) / Краснодар                                  | 1              |         |         |
| отб.т.        | Виктор Файзулин         | 22 апреля 1986   | Зенит (Санкт-Петербург)                                              | 2              |         |         |
| отб.т.        | Денис Черышев           | 26 декабря 1990  | Вильярреал (Вильрреаль) / Реал (Мадрид) / Валенсия                   | 4              |         |         |
| 17            | Олег Шатов              | 29 июля 1990     | Зенит (Санкт-Петербург)                                              | 8              | 2       |         |
| 15            | Роман Широков           | 6 июля 1981      | Спартак (Москва) / Краснодар / ЦСКА (Москва)                         | 7              | 3       |         |
| 7             | Артур Юсупов            | 1 сентября 1989  | Динамо (Москва) / Зенит (Санкт-Петербург)                            | —              |         |         |
| Нападающие    |                         |                  |                                                                      |                |         |         |
| 22            | Артём Дзюба             | 22 августа 1988  | Спартак (Москва) / Ростов (Ростов-на-Дону) / Зенит (Санкт-Петербург) | 8 (8)          | 3       |         |
| отб.т.        | Александр Кержаков      | 27 ноября 1982   | Зенит (Санкт-Петербург) / Цюрих                                      | 3              |         |         |
| 9             | Александр Кокорин       | 19 марта 1991    | Динамо (Москва) / Зенит (Санкт-Петербург)                            | 9 (3)          | 3       |         |
| отб.т.        | Дмитрий Полоз           | 12 июля 1991     | Ростов (Ростов-на-Дону)                                              | 1              |         |         |
| 10            | Фёдор Смолов            | 9 февраля 1990   | Урал (Екатеринбург) / Краснодар                                      | 3 (1)          | 3       |         |

### КК-2017
Главный тренер:  Станислав Черчесов
| №             | Имя                     | Дата рождения   | Клуб                    | Игр     | Голов   |
| Вратари       | Вратари                 | Вратари         | Вратари                 | Вратари | Вратари |
| ------------- | ----------------------- | --------------- | ----------------------- | ------- | ------- |
| 1             | Игорь Акинфеев          | 8 апреля 1986   | ЦСКА (Москва)           | 3       | −3      |
| 16            | Гильерме Алвин Маринато | 12 декабря 1985 | Локомотив (Москва)      |         |         |
| 12            | Владимир Габулов        | 19 октября 1983 | Арсенал (Тула)          |         |         |
| Защитники     |                         |                 |                         |         |         |
| 5             | Виктор Васин            | 6 октября 1988  | ЦСКА (Москва)           | 3       |         |
| 6             | Георгий Джикия          | 21 октября 1993 | Спартак (Москва)        | 3       |         |
| 10            | Руслан Камболов         | 1 января 1990   | Рубин (Казань)          |         |         |
| 13            | Фёдор Кудряшов          | 5 апреля 1987   | Ростов (Ростов-на-Дону) | 3       |         |
| 14            | Илья Кутепов            | 29 июля 1993    | Спартак (Москва)        |         |         |
| 2             | Игорь Смольников        | 8 августа 1988  | Зенит (Санкт-Петербург) | 1       |         |
| 3             | Роман Шишкин            | 27 января 1987  | Краснодар               | 1       |         |
| Полузащитники |                         |                 |                         |         |         |
| 4             | Юрий Газинский          | 20 июля 1989    | Краснодар               |         |         |
| 8             | Денис Глушаков          | 27 января 1987  | Спартак (Москва)        | 3       |         |
| 17            | Александр Головин       | 30 мая 1996     | ЦСКА (Москва)           | 3       |         |
| 21            | Александр Ерохин        | 13 октября 1989 | Ростов (Ростов-на-Дону) | 3       |         |
| 18            | Юрий Жирков             | 20 августа 1983 | Зенит (Санкт-Петербург) | 3       |         |
| 23            | Дмитрий Комбаров        | 22 января 1987  | Спартак (Москва)        | 1       |         |
| 15            | Алексей Миранчук        | 17 октября 1995 | Локомотив (Москва)      | 1       |         |
| 19            | Александр Самедов       | 19 июля 1984    | Спартак (Москва)        | 3       | 1       |
| 22            | Дмитрий Тарасов         | 18 марта 1987   | Локомотив (Москва)      | 1       |         |
| Нападающие    |                         |                 |                         |         |         |
| 11            | Александр Бухаров       | 12 марта 1985   | Ростов (Ростов-на-Дону) | 3       |         |
| 20            | Максим Канунников       | 14 июля 1991    | Рубин (Казань)          | 1       |         |
| 7             | Дмитрий Полоз           | 12 июля 1991    | Ростов (Ростов-на-Дону) | 3       |         |
| 9             | Фёдор Смолов            | 9 февраля 1990  | Краснодар               | 3       | 1       |

### ЧМ-2018
Главный тренер:  Станислав Черчесов
| №             | Имя                     | Дата рождения    | Клуб                     | Игр     | Голов   |
| Вратари       | Вратари                 | Вратари          | Вратари                  | Вратари | Вратари |
| ------------- | ----------------------- | ---------------- | ------------------------ | ------- | ------- |
| 1             | Игорь Акинфеев          | 8 апреля 1986    | ЦСКА (Москва)            | 5       | −7      |
| 20            | Владимир Габулов        | 19 октября 1983  | Брюгге                   |         |         |
| 12            | Андрей Лунёв            | 13 ноября 1991   | Зенит (Санкт-Петербург)  |         |         |
| Защитники     |                         |                  |                          |         |         |
| 14            | Владимир Гранат         | 22 мая 1987      | Рубин (Казань)           | 1       |         |
| 4             | Сергей Игнашевич        | 14 июля 1979     | ЦСКА (Москва)            | 5       |         |
| 13            | Фёдор Кудряшов          | 5 апреля 1987    | Рубин (Казань)           | 4       |         |
| 3             | Илья Кутепов            | 29 июля 1993     | Спартак (Москва)         | 5       |         |
| 5             | Андрей Семёнов          | 24 марта 1989    | Ахмат (Грозный)          |         |         |
| 23            | Игорь Смольников        | 8 августа 1988   | Зенит (Санкт-Петербург)  | 1       |         |
| 2             | Марио Фигейра Фернандес | 19 сентября 1990 | ЦСКА (Москва)            | 5       | 1       |
| Полузащитники |                         |                  |                          |         |         |
| 8             | Юрий Газинский          | 20 июля 1989     | Краснодар                | 4       | 1       |
| 17            | Александр Головин       | 30 мая 1996      | ЦСКА (Москва)            | 4       | 1       |
| 9             | Алан Дзагоев            | 17 июня 1990     | ЦСКА (Москва)            | 2       |         |
| 21            | Александр Ерохин        | 13 октября 1989  | Зенит (Санкт-Петербург)  | 2       |         |
| 18            | Юрий Жирков             | 20 августа 1983  | Зенит (Санкт-Петербург)  | 3       |         |
| 11            | Роман Зобнин            | 11 февраля 1994  | Спартак (Москва)         | 5       |         |
| 7             | Далер Кузяев            | 15 января 1993   | Зенит (Санкт-Петербург)  | 5       |         |
| 15            | Алексей Миранчук        | 17 октября 1995  | Локомотив (Москва)       | 1       |         |
| 16            | Антон Миранчук          | 17 октября 1995  | Локомотив (Москва)       |         |         |
| 19            | Александр Самедов       | 19 июля 1984     | Спартак (Москва)         | 5       |         |
| 6             | Денис Черышев           | 26 декабря 1990  | Вильярреал (Вильярреаль) | 5       | 4       |
| Нападающие    |                         |                  |                          |         |         |
| 22            | Артём Дзюба             | 22 августа 1988  | Арсенал (Тула)           | 5       | 3       |
| 10            | Фёдор Смолов            | 9 февраля 1990   | Краснодар                | 5       |         |

### ЛН-2018/2019
Главный тренер:  Станислав Черчесов
| Имя                         | Дата рождения    | Клуб                    | Игр     | Голов   |
| Вратари                     | Вратари          | Вратари                 | Вратари | Вратари |
| --------------------------- | ---------------- | ----------------------- | ------- | ------- |
| Гильерме Алвин Маринато     | 12 декабря 1985  | Локомотив (Москва)      | 2       |         |
| Андрей Лунёв                | 13 ноября 1991   | Зенит (Санкт-Петербург) | 2       | −3      |
| Защитники                   |                  |                         |         |         |
| Георгий Джикия              | 21 ноября 1993   | Спартак (Москва)        | 4       |         |
| Владислав Игнатьев          | 20 января 1987   | Локомотив (Москва)      | 1       |         |
| Фёдор Кудряшов              | 5 апреля 1987    | Рубин (Казань)          | 2       |         |
| Кирилл Набабкин             | 8 сентября 1986  | ЦСКА (Москва)           | 1       |         |
| Роман Нойштедтер            | 18 февраля 1988  | Фенербахче (Стамбул)    | 4       | 1       |
| Константин Рауш             | 15 марта 1990    | Динамо (Москва)         | 2       |         |
| Марио Фигейра Фернандес     | 19 сентября 1990 | ЦСКА (Москва)           | 3       |         |
| Полузащитники               |                  |                         |         |         |
| Юрий Газинский              | 20 июля 1989     | Краснодар               | 4       |         |
| Александр Головин           | 30 мая 1996      | Монако (Фонвьей)        | 2       |         |
| Александр Ерохин            | 13 октября 1989  | Зенит (Санкт-Петербург) | 2       |         |
| Роман Зобнин                | 11 февраля 1994  | Спартак (Москва)        | 3       |         |
| Алексей Ионов               | 18 февраля 1989  | Ростов (Ростов-на-Дону) | 4       |         |
| Руслан Камболов             | 1 января 1990    | Рубин (Казань)          | 2       |         |
| Далер Кузяев                | 15 января 1993   | Зенит (Санкт-Петербург) | 4       |         |
| Павел Могилевец             | 25 января 1993   | Рубин (Казань)          | 1       |         |
| Денис Черышев               | 26 декабря 1990  | Валенсия                | 3       | 2       |
| Нападающие                  |                  |                         |         |         |
| Арикленес да Силва Феррейра | 11 декабря 1985  | Краснодар               | 1       |         |
| Артём Дзюба                 | 22 августа 1988  | Зенит (Санкт-Петербург) | 4       | 1       |
| Антон Заболотный            | 13 июня 1991     | Зенит (Санкт-Петербург) | 2       |         |
| Дмитрий Полоз               | 12 июля 1991     | Рубин (Казань)          | 2       |         |

### ЧЕ-2020
Главный тренер:  Станислав Черчесов
| №             | Имя                     | Дата рождения    | Клуб                                                             | Отб.игр(голов) | Игр     | Голов   |
| Вратари       | Вратари                 | Вратари          | Вратари                                                          | Вратари        | Вратари | Вратари |
| ------------- | ----------------------- | ---------------- | ---------------------------------------------------------------- | -------------- | ------- | ------- |
| отб.т.        | Гильерме Алвин Маринато | 12 декабря 1985  | Локомотив (Москва)                                               | 9 (−8)         |         |         |
| 12            | Юрий Дюпин              | 17 марта 1988    | Анжи (Махачкала) / Рубин (Казань)                                | —              |         |         |
| 16            | Матвей Сафонов          | 25 февраля 1999  | Краснодар                                                        | —              | 2       | −4      |
| 1             | Антон Шунин             | 27 января 1987   | Динамо (Москва)                                                  | 1              | 1       | −3      |
| Защитники     |                         |                  |                                                                  |                |         |         |
| отб.т.        | Максим Беляев           | 30 сентября 1991 | Арсенал (Тула)                                                   | 1              |         |         |
| 14            | Георгий Джикия          | 21 ноября 1993   | Спартак (Москва)                                                 | 10 (1)         | 3       |         |
| 3             | Игорь Дивеев            | 27 сентября 1999 | ЦСКА (Москва)                                                    | —              | 3       |         |
| 24            | Роман Евгеньев          | 23 февраля 1999  | Динамо (Москва)                                                  | —              |         |         |
| 4             | Вячеслав Караваев       | 20 мая 1995      | Витесс (Арнем) / Зенит (Санкт-Петербург)                         | 1              | 3       |         |
| 13            | Фёдор Кудряшов          | 5 апреля 1987    | Истанбул Башакшехир (Стамбул) / Сочи / Антальяспор (Анталья)     | 9 (1)          | 1       |         |
| отб.т.        | Кирилл Набабкин         | 8 сентября 1986  | ЦСКА (Москва)                                                    | 1              |         |         |
| отб.т.        | Сергей Петров           | 2 января 1991    | Краснодар                                                        | 3 (1)          |         |         |
| 5             | Андрей Семёнов          | 24 марта 1989    | Ахмат (Грозный)                                                  | 8              | 1       |         |
| 2             | Марио Фигейра Фернандес | 19 сентября 1990 | ЦСКА (Москва)                                                    | 8 (1)          | 3       |         |
| Полузащитники |                         |                  |                                                                  |                |         |         |
| отб.т.        | Ильзат Ахметов          | 31 декабря 1997  | ЦСКА (Москва)                                                    | 7              |         |         |
| отб.т.        | Зелимхан Бакаев         | 1 июля 1996      | Арсенал (Тула) / Спартак (Москва)                                | 3              |         |         |
| 8             | Дмитрий Баринов         | 11 сентября 1996 | Локомотив (Москва)                                               | 4              | 2       |         |
| отб.т.        | Юрий Газинский          | 20 июня 1989     | Краснодар                                                        | 1              |         |         |
| 17            | Александр Головин       | 30 мая 1996      | Монако (Фонвьей)                                                 | 8 (2)          | 3       |         |
| отб.т.        | Александр Ерохин        | 13 октября 1989  | Зенит (Санкт-Петербург)                                          | 1              |         |         |
| 19            | Рифат Жемалетдинов      | 20 сентября 1996 | Локомотив (Москва)                                               | —              | 2       |         |
| 18            | Юрий Жирков             | 20 августа 1983  | Зенит (Санкт-Петербург)                                          | 5              | 1       |         |
| 11            | Роман Зобнин            | 11 февраля 1994  | Спартак (Москва)                                                 | 6              | 3       |         |
| отб.т.        | Владислав Игнатьев      | 20 января 1987   | Локомотив (Москва)                                               | 1              |         |         |
| 20            | Алексей Ионов           | 18 февраля 1989  | Ростов (Ростов-на-Дону) / Краснодар                              | 9 (2)          |         |         |
| 23            | Далер Кузяев            | 15 января 1993   | Зенит (Санкт-Петербург)                                          | 4 (1)          | 3       |         |
| 25            | Денис Макаров           | 18 февраля 1998  | Нефтехимик (Нижнекамск) / Рубин (Казань)                         | —              |         |         |
| 15            | Алексей Миранчук        | 17 октября 1995  | Локомотив (Москва) / Аталанта (Бергамо)                          | 5 (1)          | 3       | 1       |
| отб.т.        | Антон Миранчук          | 17 октября 1995  | Локомотив (Москва)                                               | 4 (1)          |         |         |
| 26            | Максим Мухин            | 4 ноября 2001    | Крылья Советов (Самара) / Локомотив (Москва)                     | —              | 3       |         |
| 7             | Магомед Оздоев          | 5 ноября 1992    | Зенит (Санкт-Петербург)                                          | 9 (2)          | 3       |         |
| 21            | Даниил Фомин            | 2 марта 1997     | Нижний Новгород / Уфа / Динамо (Москва)                          | —              |         |         |
| 6             | Денис Черышев           | 26 декабря 1990  | Валенсия                                                         | 5 (5)          | 1       |         |
| Нападающие    |                         |                  |                                                                  |                |         |         |
| 22            | Артём Дзюба             | 22 августа 1988  | Зенит (Санкт-Петербург)                                          | 10 (9)         | 3       | 1       |
| 10            | Антон Заболотный        | 13 июня 1991     | Зенит (Санкт-Петербург) / Сочи                                   | —              |         |         |
| отб.т.        | Николай Комличенко      | 29 июня 1995     | Млада-Болеслав / Динамо (Москва)                                 | 3 (1)          |         |         |
| отб.т.        | Фёдор Смолов            | 9 февраля 1990   | Сельта (Виго) / Локомотив (Москва)                               | 2 (2)          |         |         |
| 9             | Александр Соболев       | 7 марта 1997     | Енисей (Красноярск) / Крылья Советов (Самара) / Спартак (Москва) | —              | 2       |         |
| отб.т.        | Фёдор Чалов             | 10 апреля 1998   | ЦСКА (Москва)                                                    | 2              |         |         |

### ЛН-2020/2021
Главный тренер:  Станислав Черчесов
| Имя                     | Дата рождения    | Клуб                                | Игр     | Голов   |
| Вратари                 | Вратари          | Вратари                             | Вратари | Вратари |
| ----------------------- | ---------------- | ----------------------------------- | ------- | ------- |
| Гильерме Алвин Маринато | 12 декабря 1985  | Локомотив (Москва)                  | 2       | −7      |
| Сослан Джанаев          | 13 марта 1987    | Сочи                                | 1       | −1      |
| Антон Шунин             | 27 января 1987   | Динамо (Москва)                     | 4       | −4      |
| Защитники               |                  |                                     |         |         |
| Георгий Джикия          | 21 ноября 1993   | Спартак (Москва)                    | 4       |         |
| Игорь Дивеев            | 27 сентября 1999 | ЦСКА (Москва)                       | 1       |         |
| Роман Евгеньев          | 23 февраля 1999  | Динамо (Москва)                     | 1       |         |
| Вячеслав Караваев       | 20 мая 1995      | Зенит (Санкт-Петербург)             | 6       | 1       |
| Фёдор Кудряшов          | 5 апреля 1987    | Антальяспор (Анталья)               | 4       |         |
| Роман Нойштедтер        | 18 февраля 1988  | Динамо (Москва)                     | 1       |         |
| Андрей Семёнов          | 24 марта 1989    | Ахмат (Грозный)                     | 5       |         |
| Игорь Смольников        | 8 августа 1988   | Краснодар                           | 1       |         |
| Марио Фигейра Фернандес | 19 сентября 1990 | ЦСКА (Москва)                       | 2       | 1       |
| Полузащитники           |                  |                                     |         |         |
| Зелимхан Бакаев         | 1 июля 1996      | Спартак (Москва)                    | 2       |         |
| Юрий Газинский          | 20 июля 1989     | Краснодар                           | 3       |         |
| Александр Ерохин        | 13 октября 1989  | Зенит (Санкт-Петербург)             | 2       |         |
| Юрий Жирков             | 20 августа 1983  | Зенит (Санкт-Петербург)             | 6       |         |
| Роман Зобнин            | 11 февраля 1994  | Спартак (Москва)                    | 5       |         |
| Алексей Ионов           | 18 февраля 1989  | Ростов (Ростов-на-Дону) / Краснодар | 5       |         |
| Далер Кузяев            | 15 января 1993   | Зенит (Санкт-Петербург)             | 6       | 1       |
| Алексей Миранчук        | 17 октября 1995  | Аталанта (Бергамо)                  | 2       |         |
| Антон Миранчук          | 17 октября 1995  | Локомотив (Москва)                  | 6       | 2       |
| Андрей Мостовой         | 5 ноября 1997    | Зенит (Санкт-Петербург)             | 3       |         |
| Иван Обляков            | 5 июля 1998      | ЦСКА (Москва)                       | 1       |         |
| Магомед Оздоев          | 5 ноября 1992    | Зенит (Санкт-Петербург)             | 6       | 1       |
| Даниил Фомин            | 2 марта 1997     | Динамо (Москва)                     | 2       |         |
| Денис Черышев           | 26 декабря 1990  | Валенсия                            | 3       | 1       |
| Нападающие              |                  |                                     |         |         |
| Артём Дзюба             | 22 августа 1988  | Зенит (Санкт-Петербург)             | 4       | 2       |
| Антон Заболотный        | 13 июня 1991     | Сочи                                | 2       |         |
| Александр Соболев       | 7 марта 1997     | Спартак (Москва)                    | 1       |         |

### ЧМ-2022
Главный тренер:  Станислав Черчесов, с июля 2021  Валерий Карпин
| №             | Имя                     | Дата рождения    | Клуб                               | Отб.игр(голов) |
| Вратари       | Вратари                 | Вратари          | Вратари                            | Вратари        |
| ------------- | ----------------------- | ---------------- | ---------------------------------- | -------------- |
|               | Гильерме Алвин Маринато | 12 декабря 1985  | Локомотив (Москва)                 | 3              |
|               | Матвей Сафонов          | 25 февраля 1999  | Краснодар                          | 4 (−2)         |
|               | Антон Шунин             | 27 января 1987   | Динамо (Москва)                    | 3 (−4)         |
| Защитники     |                         |                  |                                    |                |
|               | Георгий Джикия          | 21 ноября 1993   | Спартак (Москва)                   | 8 (1)          |
|               | Игорь Дивеев            | 27 сентября 1999 | ЦСКА (Москва)                      | 7 (1)          |
|               | Вячеслав Караваев       | 20 мая 1995      | Зенит (Санкт-Петербург)            | 6              |
|               | Фёдор Кудряшов          | 5 апреля 1987    | Антальяспор (Анталья)              | 5              |
|               | Максим Осипенко         | 16 мая 1994      | Ростов (Ростов-на-Дону)            | 3              |
|               | Илья Самошников         | 14 ноября 1997   | Рубин (Казань)                     | 3              |
|               | Андрей Семёнов          | 24 марта 1989    | Ахмат (Грозный)                    | 3              |
|               | Сергей Терехов          | 27 июня 1990     | Сочи                               | 2              |
|               | Марио Фигейра Фернандес | 19 сентября 1990 | ЦСКА (Москва)                      | 4 (2)          |
|               | Дмитрий Чистяков        | 13 января 1994   | Зенит (Санкт-Петербург)            | 4              |
| Полузащитники |                         |                  |                                    |                |
|               | Ильзат Ахметов          | 31 декабря 1997  | ЦСКА (Москва)                      | 1              |
|               | Зелимхан Бакаев         | 1 июля 1996      | Спартак (Москва)                   | 6 (1)          |
|               | Дмитрий Баринов         | 11 сентября 1996 | Локомотив (Москва)                 | 6              |
|               | Данил Глебов            | 3 ноября 1999    | Ростов (Ростов-на-Дону)            | 2              |
|               | Александр Головин       | 30 мая 1996      | Монако (Фонвьей)                   | 7              |
|               | Александр Ерохин        | 13 октября 1989  | Зенит (Санкт-Петербург)            | 6 (3)          |
|               | Рифат Жемалетдинов      | 20 сентября 1996 | Локомотив (Москва)                 | 6 (1)          |
|               | Юрий Жирков             | 20 августа 1983  | Зенит (Санкт-Петербург)            | 2              |
|               | Арсен Захарян           | 26 мая 2003      | Динамо (Москва)                    | 4              |
|               | Роман Зобнин            | 11 февраля 1994  | Спартак (Москва)                   | 3              |
|               | Алексей Ионов           | 18 февраля 1989  | Краснодар                          | 5              |
|               | Далер Кузяев            | 15 января 1993   | Зенит (Санкт-Петербург)            | 8              |
|               | Алексей Миранчук        | 17 октября 1995  | Аталанта (Бергамо)                 | 8              |
|               | Андрей Мостовой         | 5 ноября 1997    | Зенит (Санкт-Петербург)            | 4 (1)          |
|               | Максим Мухин            | 4 ноября 2001    | Локомотив (Москва) / ЦСКА (Москва) | 1              |
|               | Магомед Оздоев          | 5 ноября 1992    | Зенит (Санкт-Петербург)            | 2              |
|               | Алексей Сутормин        | 10 января 1994   | Зенит (Санкт-Петербург)            | 3 (1)          |
|               | Даниил Фомин            | 2 марта 1997     | Динамо (Москва)                    | 5              |
|               | Денис Черышев           | 26 декабря 1990  | Валенсия                           | 2              |
| Нападающие    |                         |                  |                                    |                |
|               | Артём Дзюба             | 22 августа 1988  | Зенит (Санкт-Петербург)            | 3 (3)          |
|               | Антон Заболотный        | 13 июня 1991     | Сочи / ЦСКА (Москва)               | 7 (1)          |
|               | Фёдор Смолов            | 9 февраля 1990   | Локомотив (Москва)                 | 6 (2)          |
|               | Александр Соболев       | 7 марта 1997     | Спартак (Москва)                   | 2 (1)          |
|               | Константин Тюкавин      | 22 июня 2002     | Динамо (Москва)                    | 1              |